# Альфонс Муха
Альфо́нс Ма́рія Му́ха (чеськ. Alfons Maria Mucha; 24 липня 1860, Іванчице, Моравія, Австро-Угорщина  — 14 липня 1939, Прага, Протекторат Богемії та Моравії) — чеський художник, ілюстратор, ювелірний дизайнер і плакатист, один з найвідоміших представників стилю «Арт Нуво».

## Біографія
Альфонс Муха народився в моравському місті Іванчице в родині судового чиновника. В дитинстві він мав хист до співу і належав до хору у Церкві Св. Петра в Брно. Мистецьку освіту Муха розпочав без формального мистецького виховання, оскільки не зміг вступити до Празької академії мистецтв. У Відні відвідував школу театральних декорацій та брав уроки малювання. В 1881 році повернувся в Моравію і займався виготовленням декорацій та портретів. У 1885 році вступив до Академії мистецтв у Мюнхені одразу на третій курс і, після двох років навчання там, з 1887 року продовжує навчання вже у Парижі, в художньому училищі Жюльєна. Граф Карл Кхуен з Микулова найняв художника для декорації замку Грусорани Еммагоф і був настільки вражений роботою, що профінансував подальше навчання Мухи в Мюнхені в Академії мистецтв в 1885-1887 роках. Через Всесвітню виставку Муха переїхав до Парижа, де навчався в Академії Жуліана та Колароссі. Короткий час ділив студію з Полем Гогеном. В Парижі Муха став знаменитим завдяки своїм плакатам та театральним декораціям для відомої акторки Сари Бернар. Муха розробив багато плакатів для реклами товарів таких як цигарковий папір, алкоголь, бісквіти та ін. В 1900 році на Всесвітній виставці в Парижі Муха прикрасив павільйон Боснії та Герцеговини та долучився до створення австрійського павільйону.
В 1901 році Муха став лицарем почесного легіону. Через рік після цього він подорожував у Моравії разом з Огюстом Роденом. В 1906 році Муха одружився з Марією Хитиловою.
З 1906 по 1910 р. А. Муха працював декоратором в США. Повернувшись у Чехословаччину після Першої світової війни він працював над серією монументальних картин під назвою «Слов'янська епопея», в якій він хотів зобразити історію слов'ян. Праця зайняла 18 років і була виконана за підтримки американського мільйонера Чарлза Крейна. Художник також розробляв банкноти, поштові марки та нагороди для новоствореної чеської держави, прикрашав Національний театр та Громадський будинок в Празі. Літнього Муху заарештували за його участь у протестах проти вторгнення Німеччини в Чехословаччину. Він був одним з перших арештованих Гестапо. Він помер в Празі 14 липня 1939 року від запалення легенів. Син художника Їржі Муха багато писав про творчість свого батька.

## Творчість
На картинах Мухи часто зображені молоді елегантні жінки часто оточені квітами та з декоративними німбами. Роботи з серії двадцяти картин під назвою «Слов'янська епопея» виконані у реалістичному монументальному стилі і зображують епізоди з історії чехів та слов'ян.
Перший успіх до нього прийшов у 1894 році, коли Муха виконав літографію афіші Сари Бернар і Театру Ренесанс. Із ним був підписаний контракт на шість років. У цей ж період Муха оформляє спектаклі та працює над створенням костюмів. За його ескізами створювалися не тільки сукні, але й сценічні ювелірні прикраси. З цієї пори він увійшов у число провідних художників французької реклами; його композиції друкувалися в журналах або у вигляді плакатів - із незмінною фігурою або головою млосної пані, зануреної в орнаментально-строкатий світ розкоші.
У тому ж стилі Мухи створювалися і барвисті графічні серії (Пори року, 1896; Квіти, 1897; Місяці, 1899; Зірки, 1902; всі роботи - акварель, туш, перо), які досі тиражуються у вигляді артпостерів. Одна за одною проходили його виставки, з'являлися захоплені відгуки у пресі. Художник стає власником нової великої майстерні, він прийнятий у вищому світі – коротко кажучи, до нього приходить заслужена слава. Альфонс Муха створив стиль Art nouveau, який став втіленням його епохи, але одночасно він потрапив у порочне коло комерційних замовлень. Проте сьогодні саме ці твори, створені ним у "паризький період", вважаються найціннішим його внеском у скарбницю світового мистецтва.
Окрім графічних та живописних робіт, малюнків, скульптур і ювелірних виробів Альфонс Муха створює також архітектурні проєкти. Одним з яких є проєкт дизайну та декоративних прикрас павільйону Боснії і Герцеговини на Всесвітній виставці в Парижі у 1900 році.
У центрі своїх плакатів Муха розміщав ідеалізований образ жінки: плавність ліній, близькість до природних форм, відмова від загострених кутів - ці характерні прикмети Арт Нуво залишали незабутнє враження у свідомості реципієнтів. Сам жіночий образ використовувався тоді в рекламних цілях вперше, але історія показала, який успіх придбав цей досвід, і донині використовується фахівцями таких провідних в області рекламної індустрії країн як США. Однак потрібно віддати належне Мусі: у його роботах складно знайти найменший натяк на солодкуватість, чого не скажеш про сучасних аналогів. Можливо, тут свою роль зіграла та обставина, що естетика чеського художника формувалася під впливом середньовічних сюжетів та кельтської міфології. Це, з одного боку, внесло різноманітність символіки в його творіння, і, з іншого боку, сприяло орнаментальному ускладненню багатьох плакатів. Для впорядкованості розгляду фону творів Мухи необхідно внести умовну класифікацію:
- Квіткові мотиви
- Орнамент
- Орнамент з використанням міфічних істот
- Міфологічна символіка

Квіткові мотиви, запозичені з східної культури, стали невід'ємним атрибутом картин епохи модерну для багатьох художників: плаваючі стебла і бліді пелюстки повністю відповідали концепції Арт Нуво не тільки своїми формами, а й поєднанням непоєднуваних дотепер фарб. У роботах Мухи можна знайти яскраве підтвердження цьому: пастельні тони, екзотичні обриси, немовби повторюють образ прекрасної дами, розташованої на першому плані з її нереально довгим волоссям - це створювало неповторну гармонію і єдність, обумовлену взаємопроникненням елементів жіночої фігури і фону

## Фонд Мухи
У 1992 році була створена незалежна, некомерційна благодійна організація фонд Мухи з метою збереження колекції та популяризації робіт художника. Очолює фонд Джон Муха, онук Альфонса Мухи. Окрім цього фонд заснував трест Мухи та музей Альфонса Мухи у Празі. Фонд займається проведенням виставок та видає публікації, а також веде реставраційну діяльність.

## Галерея

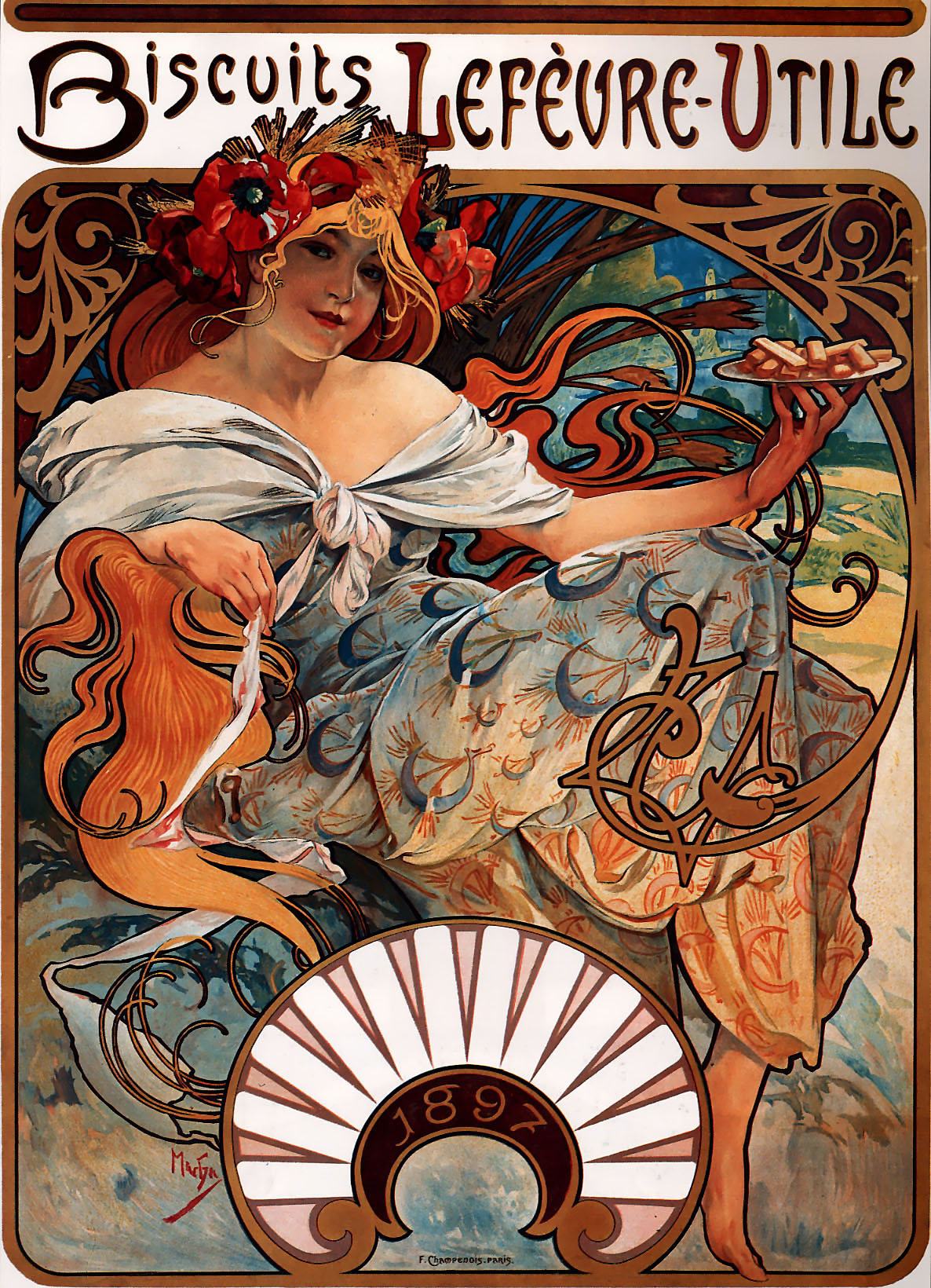
Biscuits LeFevre-Utile
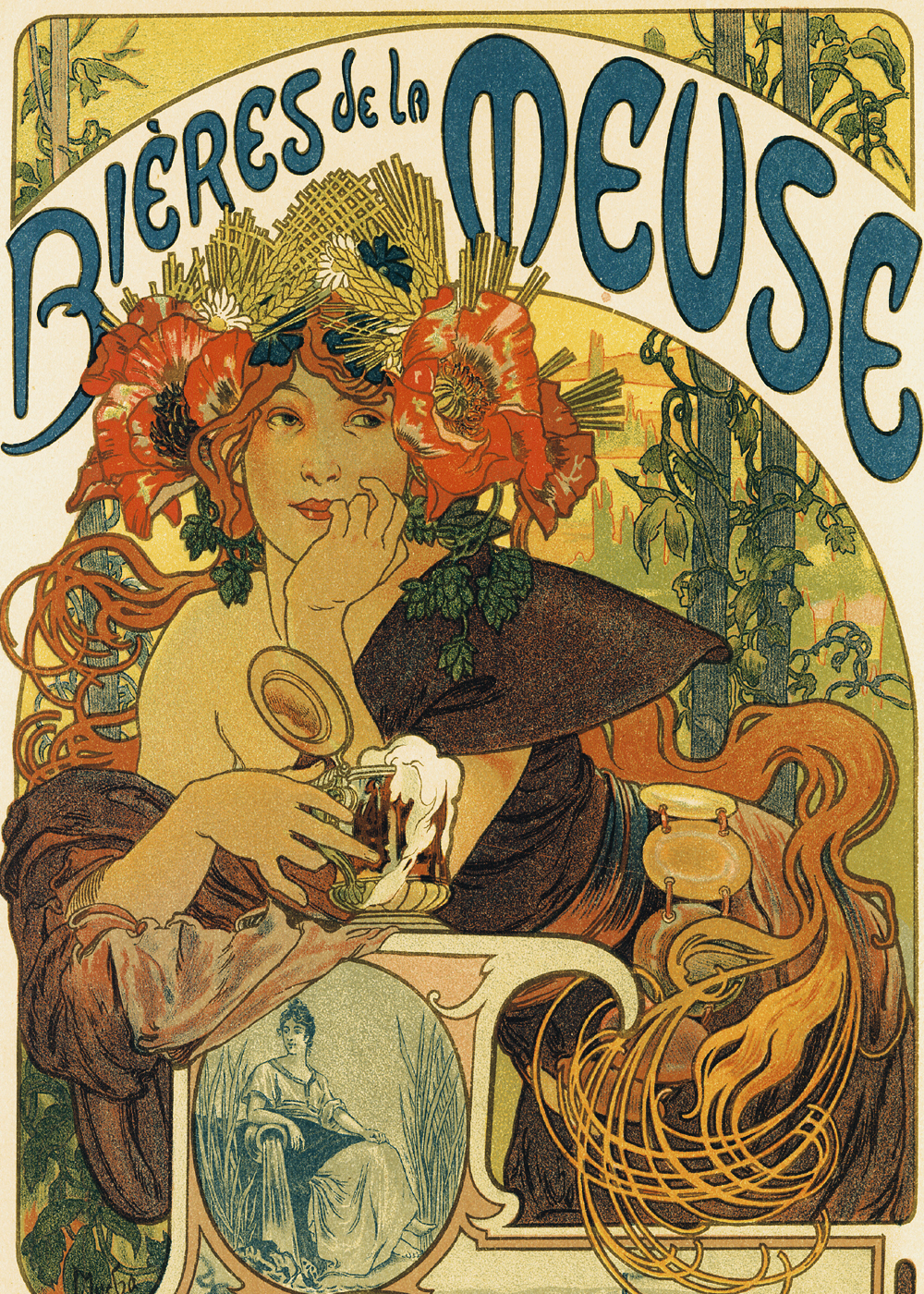
Bieres de la Meuse
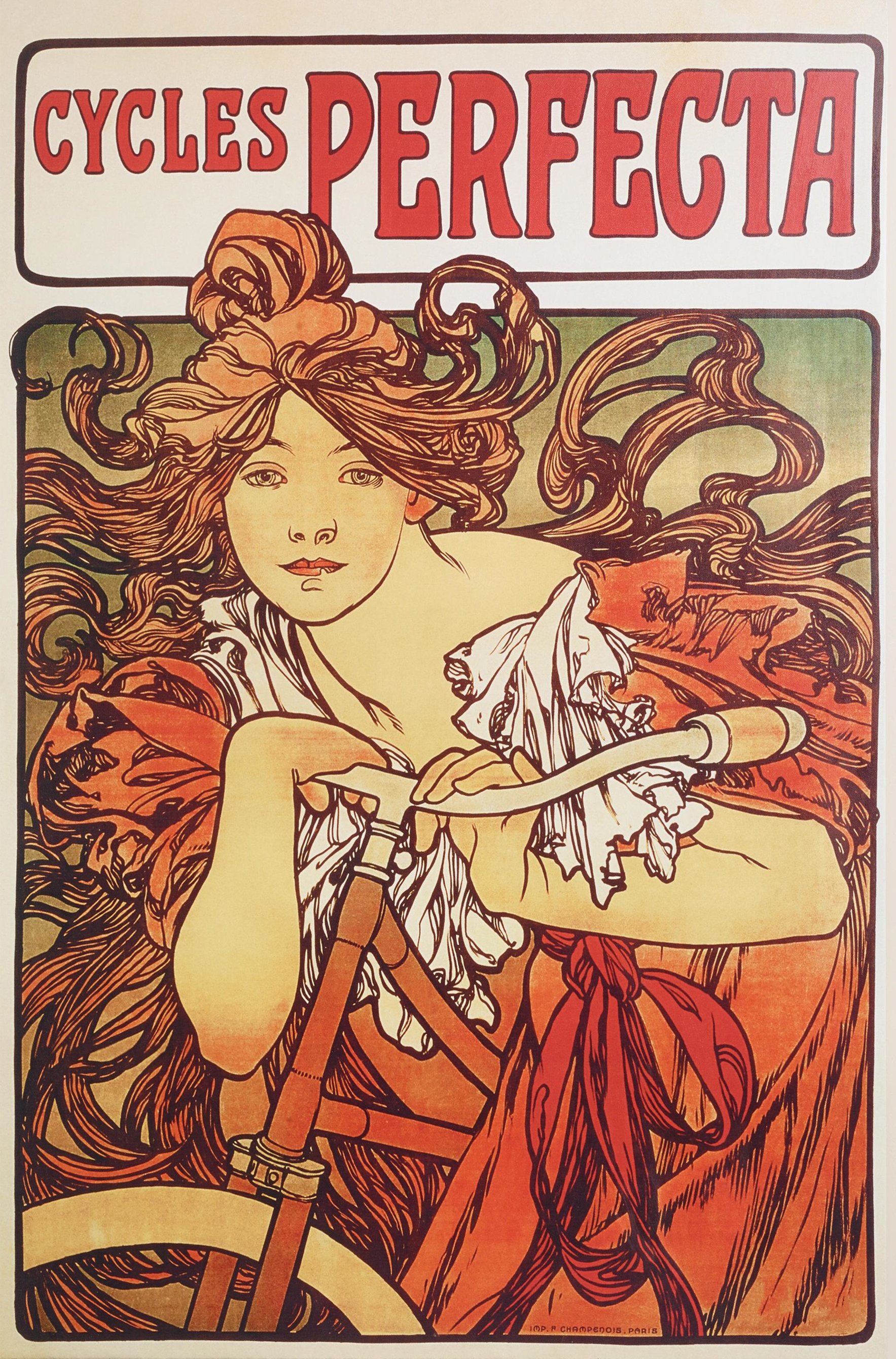
Cycles Perfecta
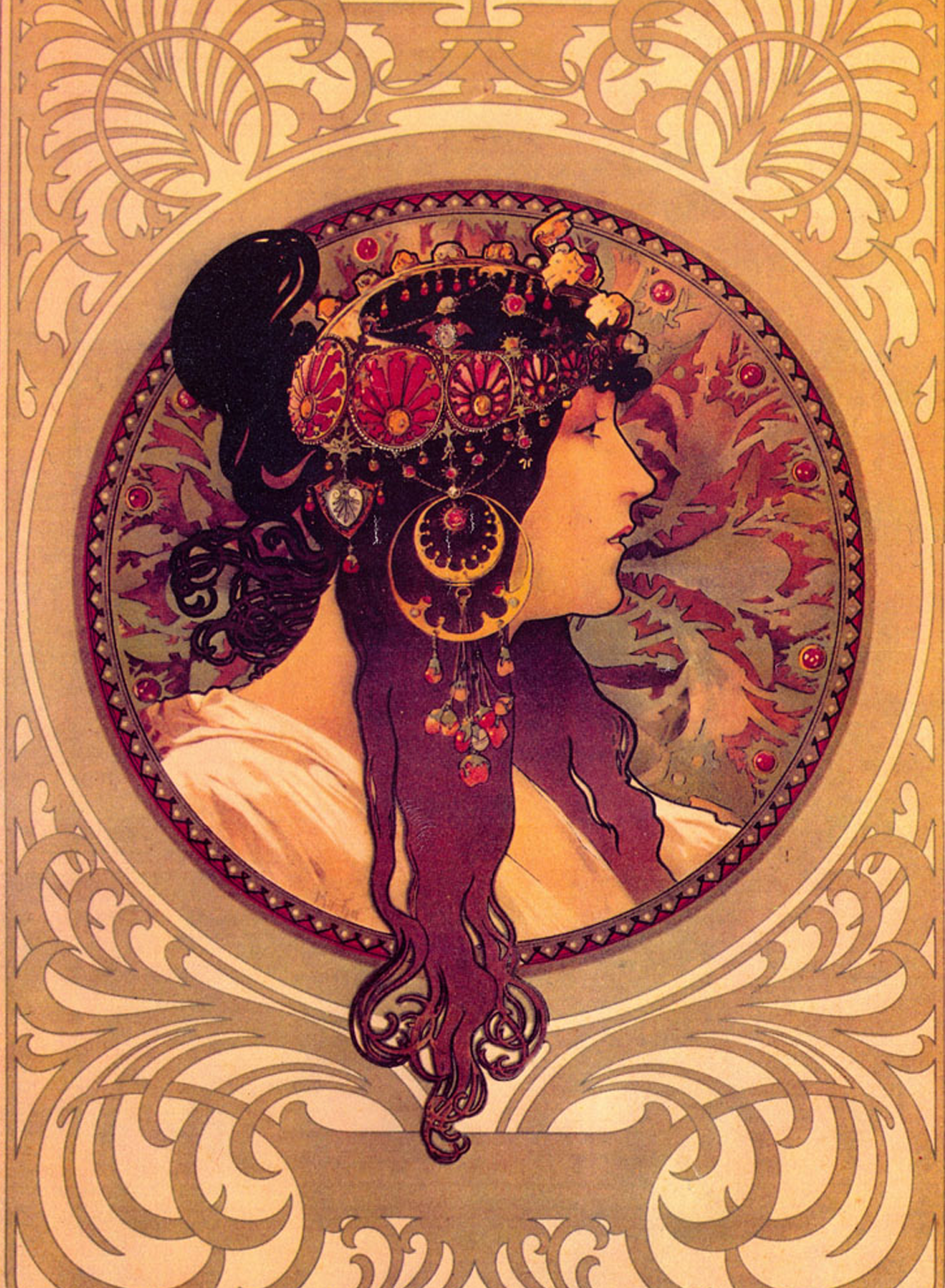
Донна Орекіні
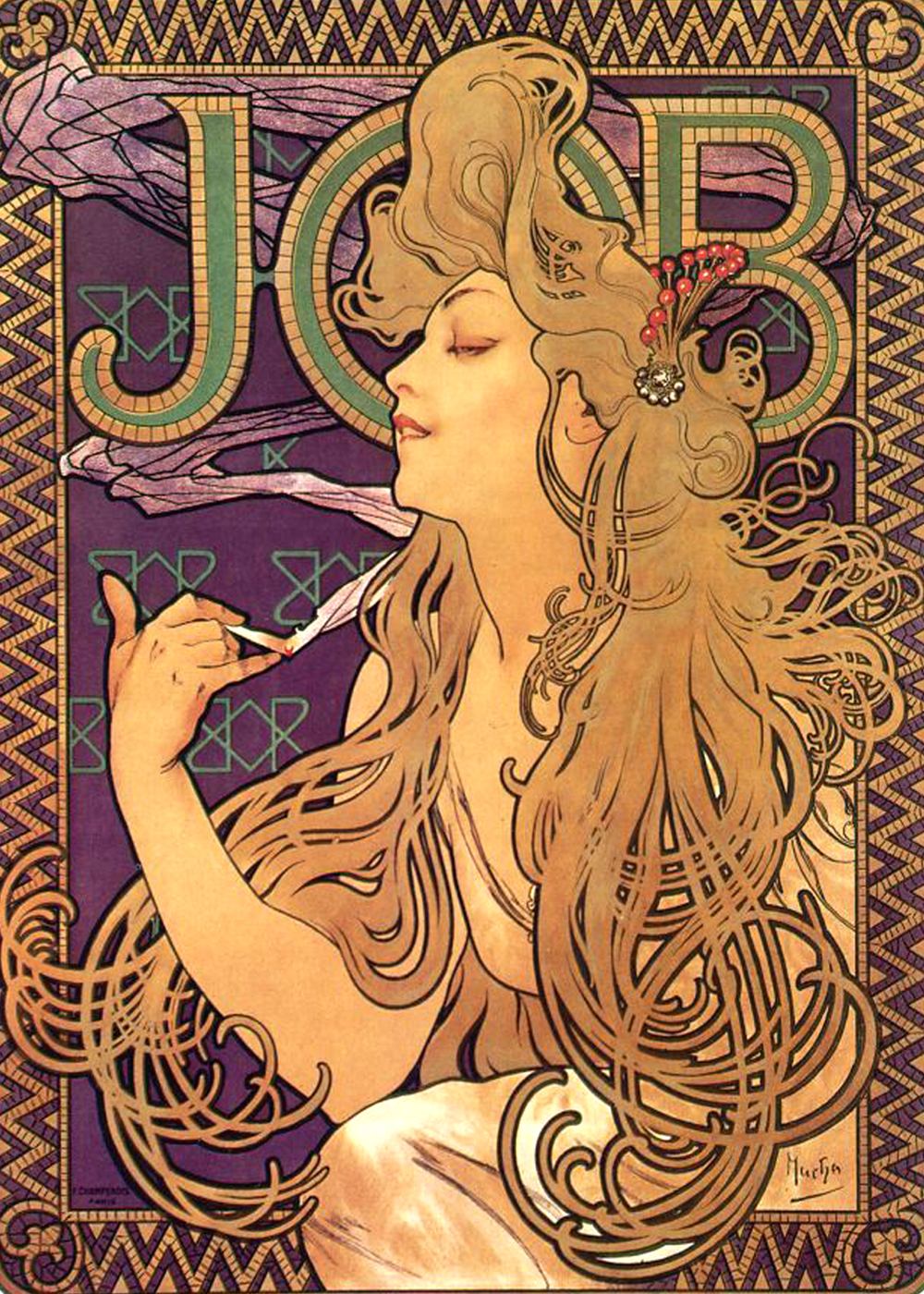
Сигарети Job
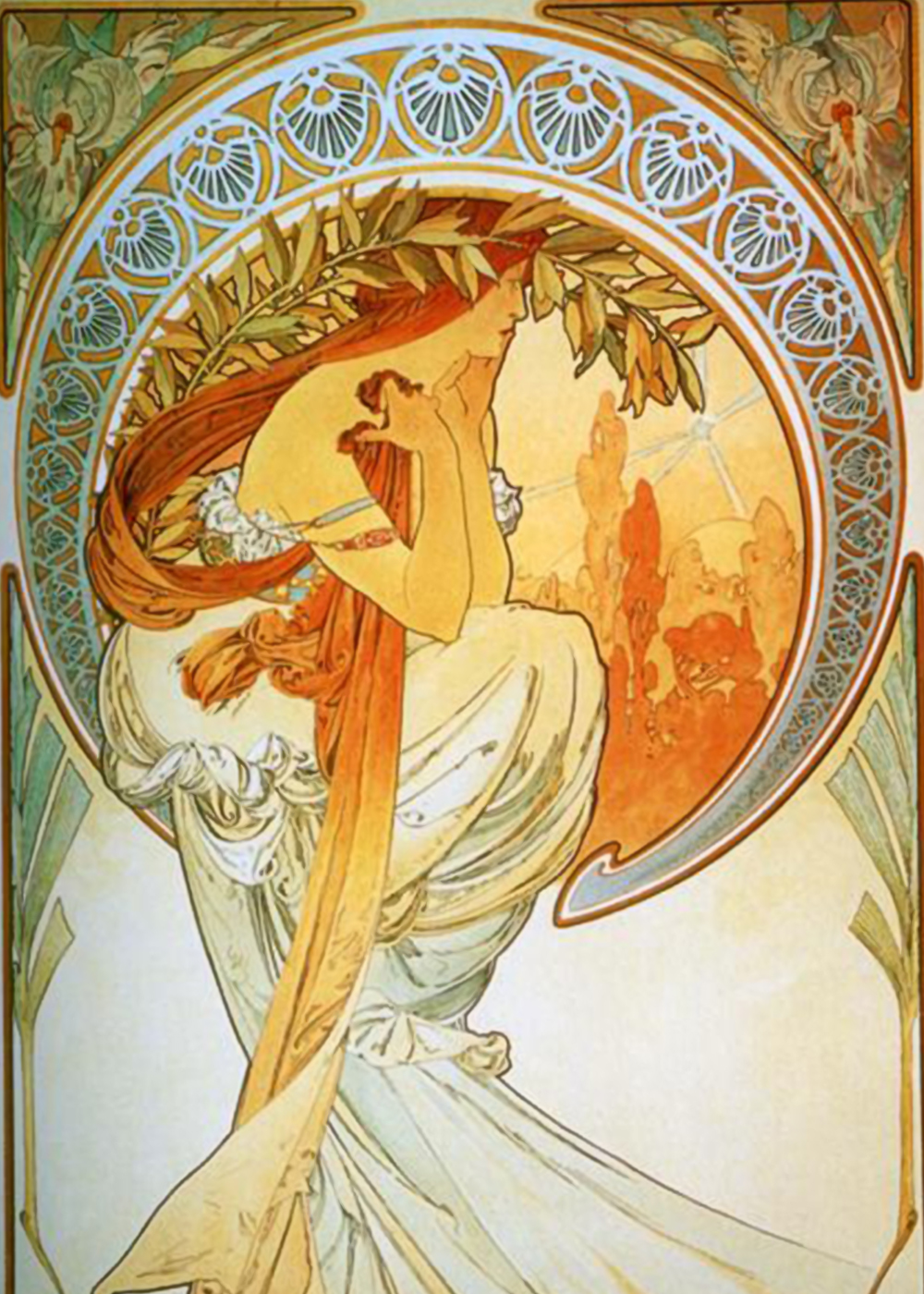
Поезія
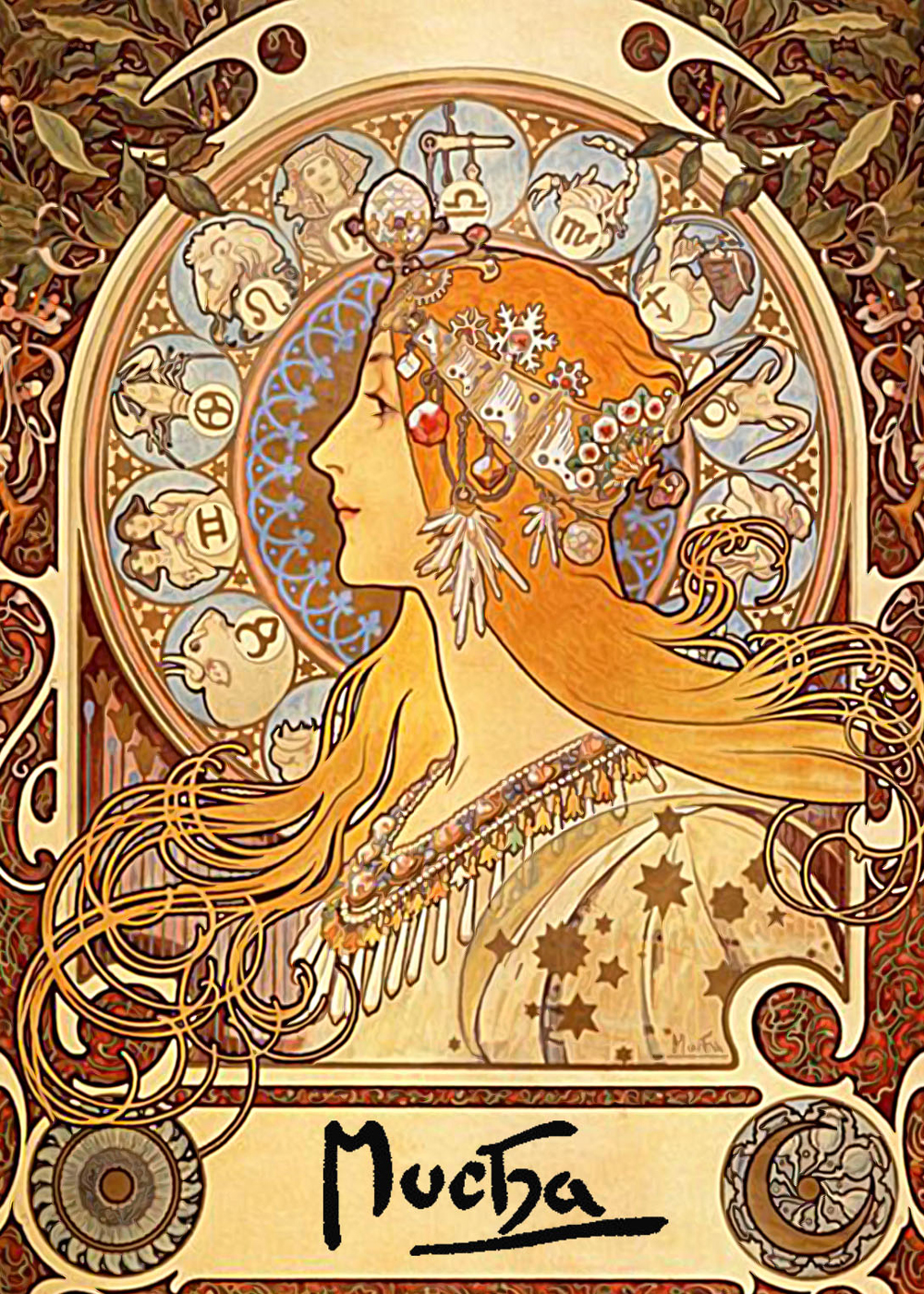
Зодіак
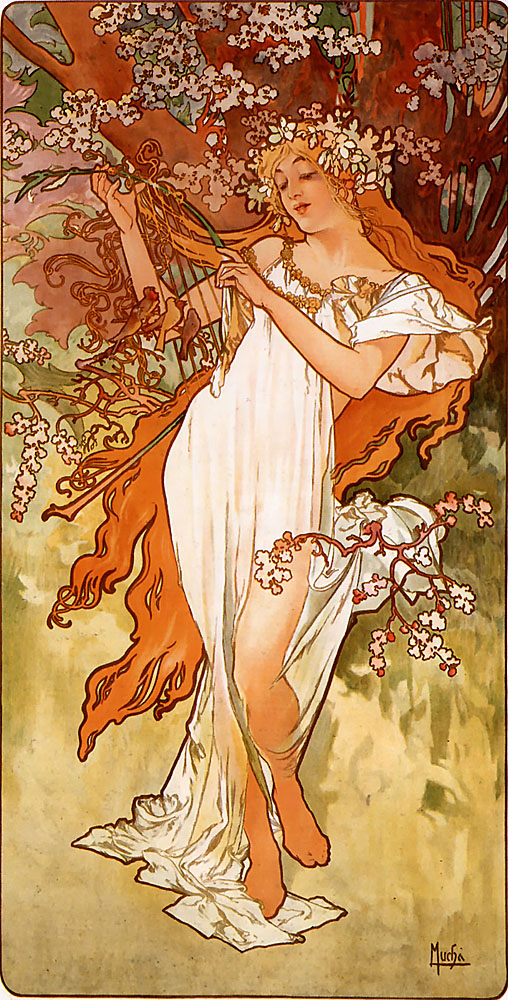
Весна, 1896
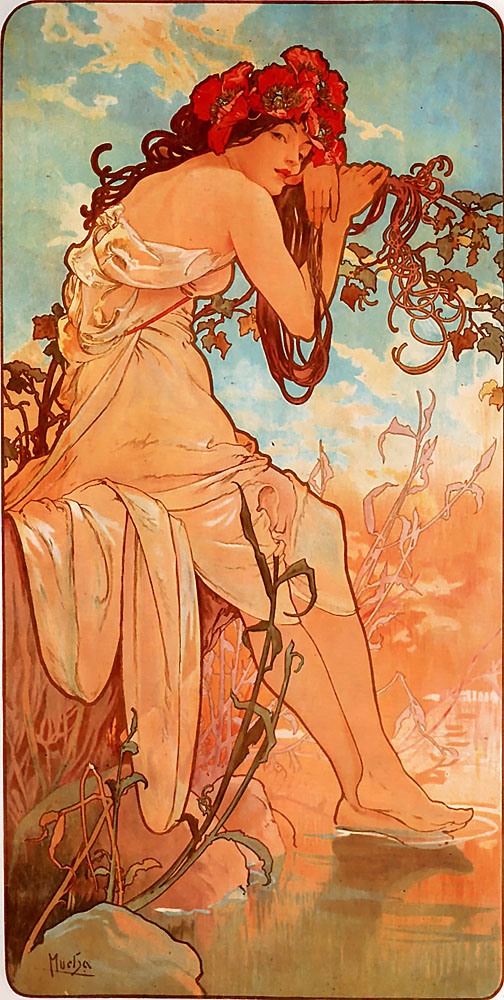
Літо, 1896
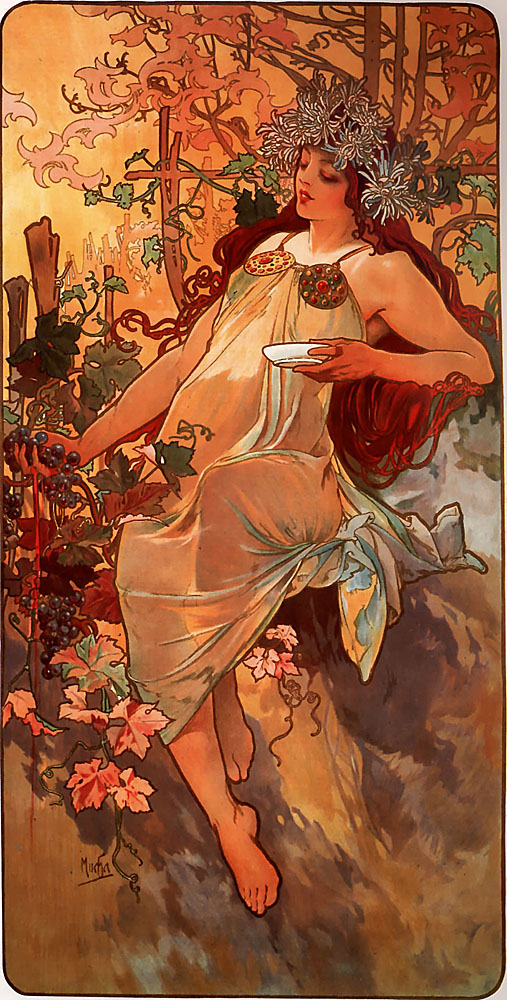
Осінь, 1896
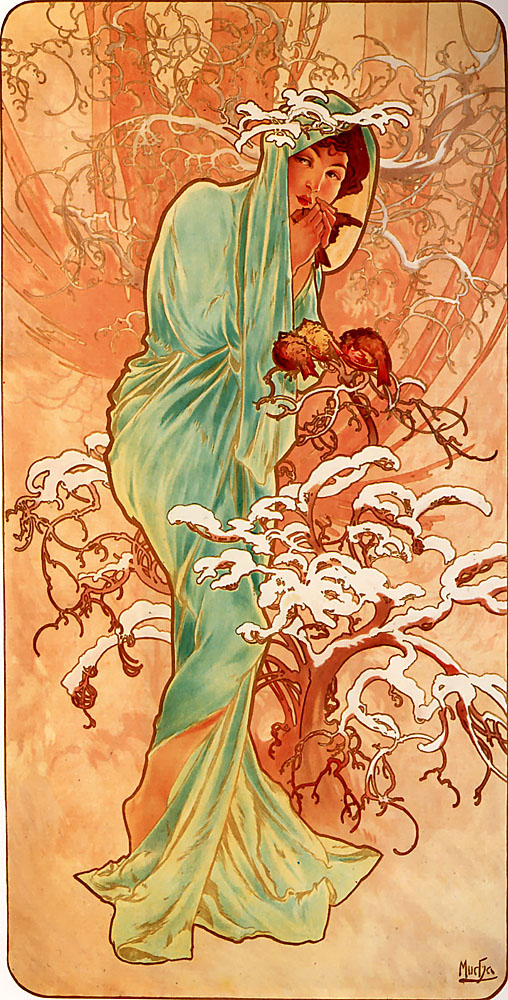
Зима, 1896
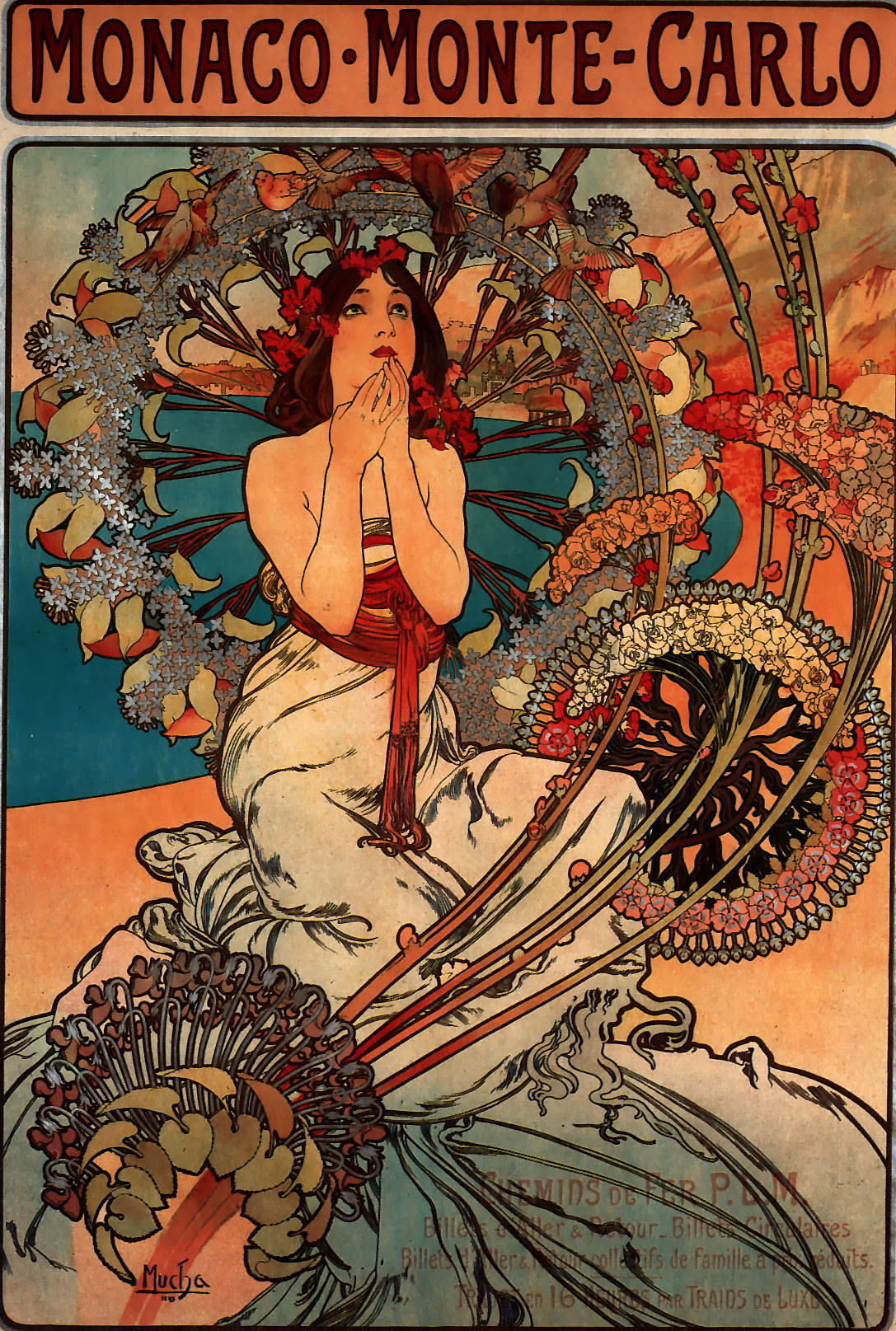
Монако Монте-Карло, 1897
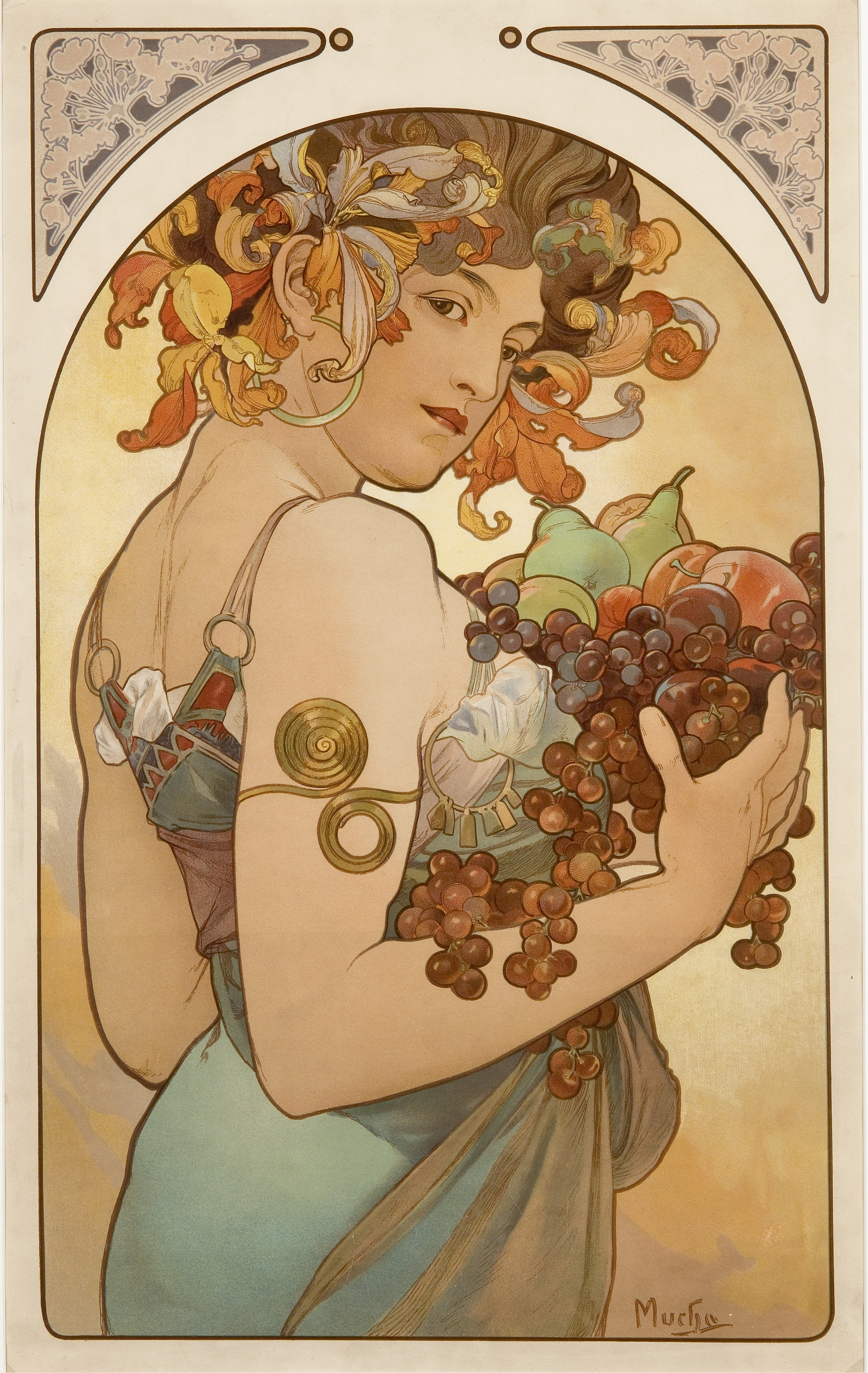
Фрукти, 1897
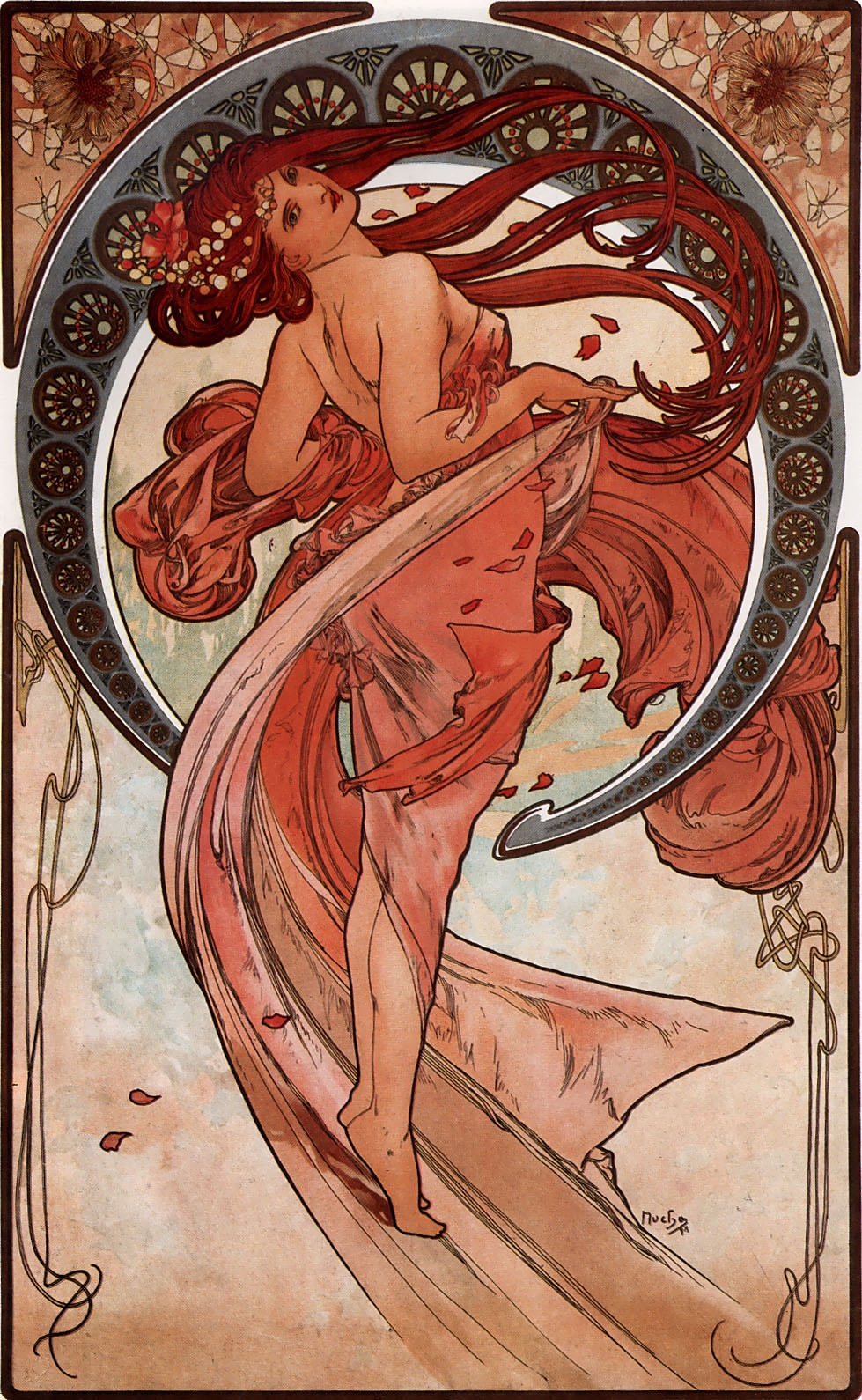
Танок, 1898
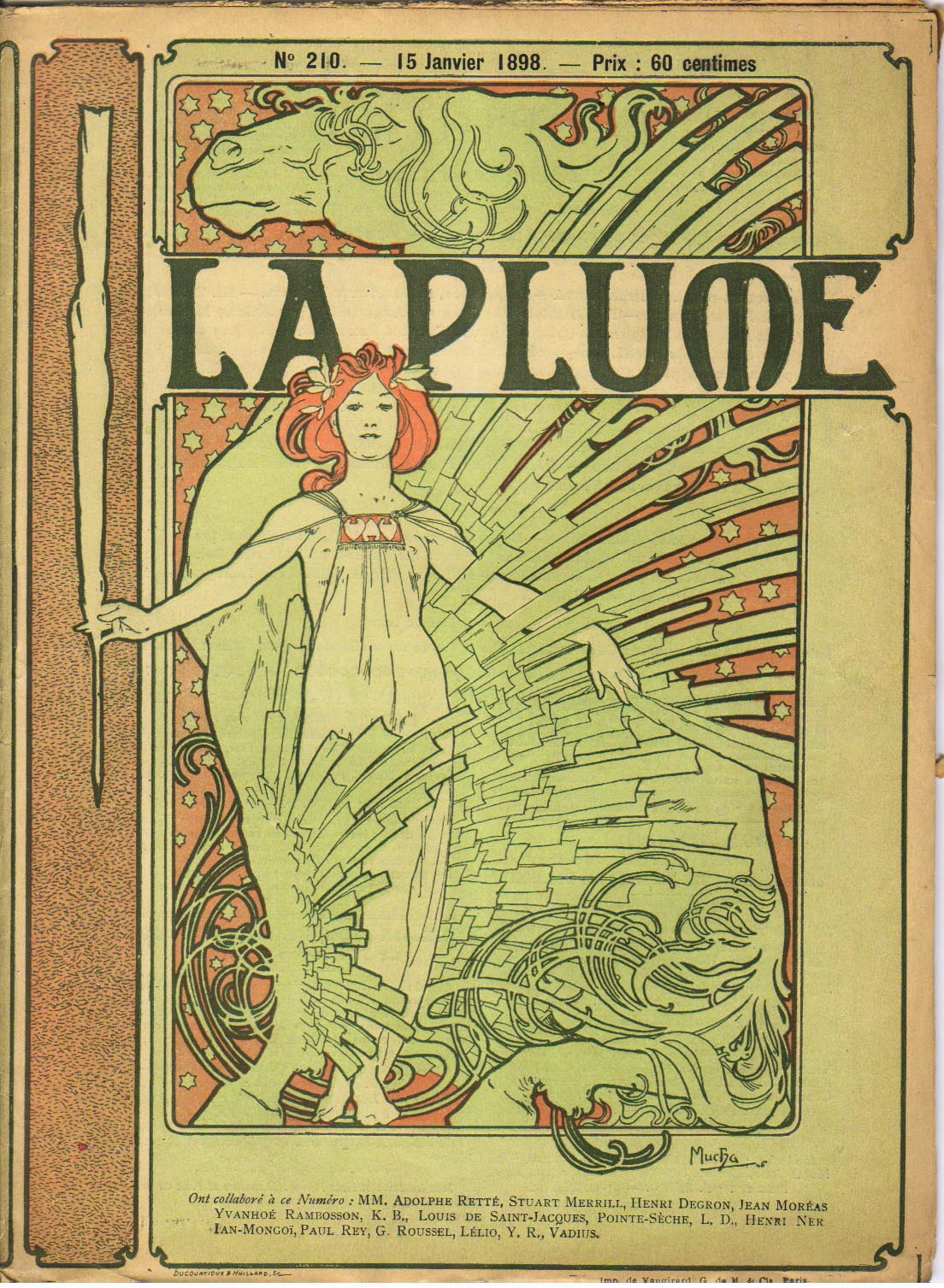
La Plume (Шлейф), 1898
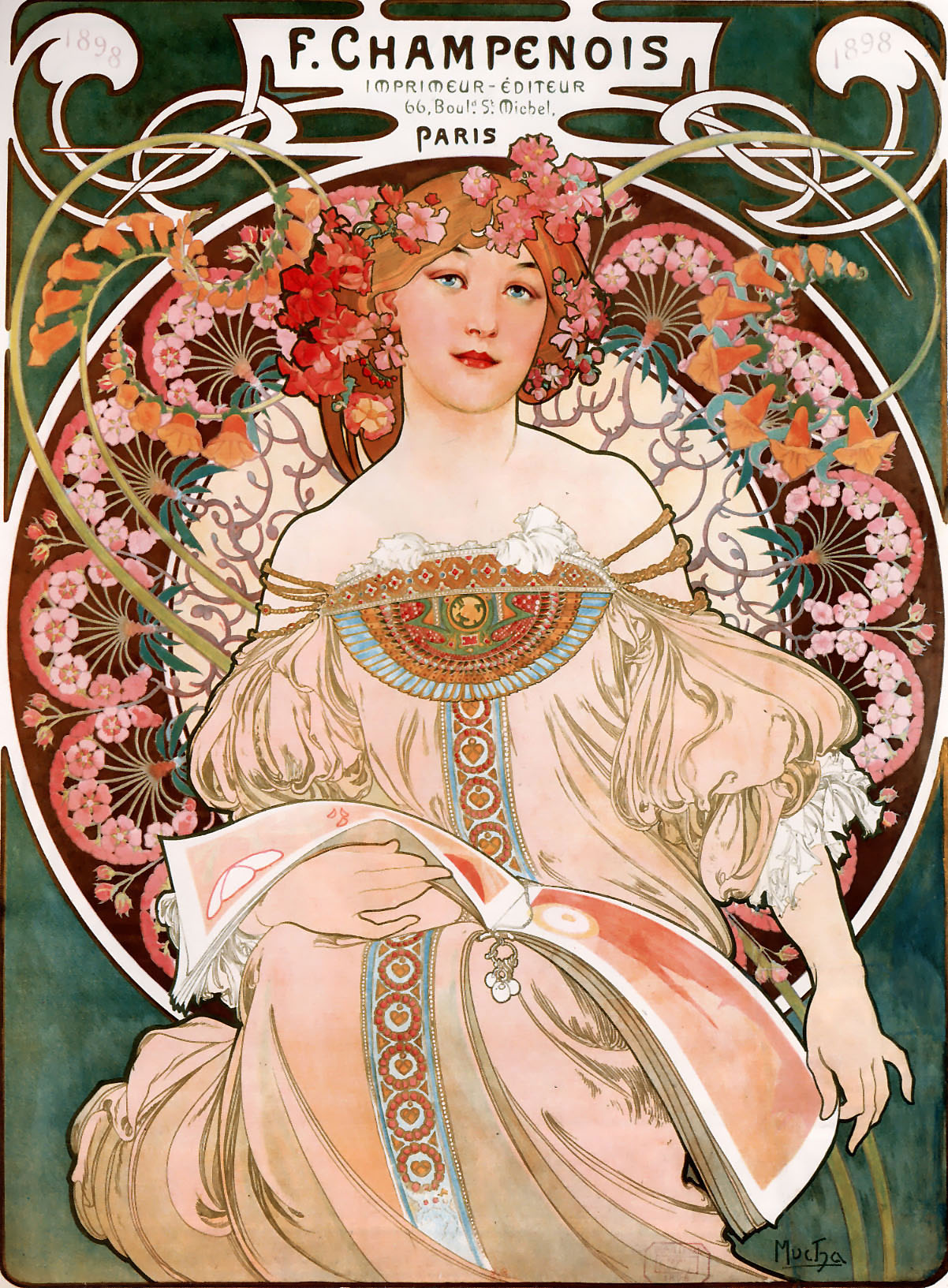
Літографія F. Champenois Imprimeur-Éditeur, 1897
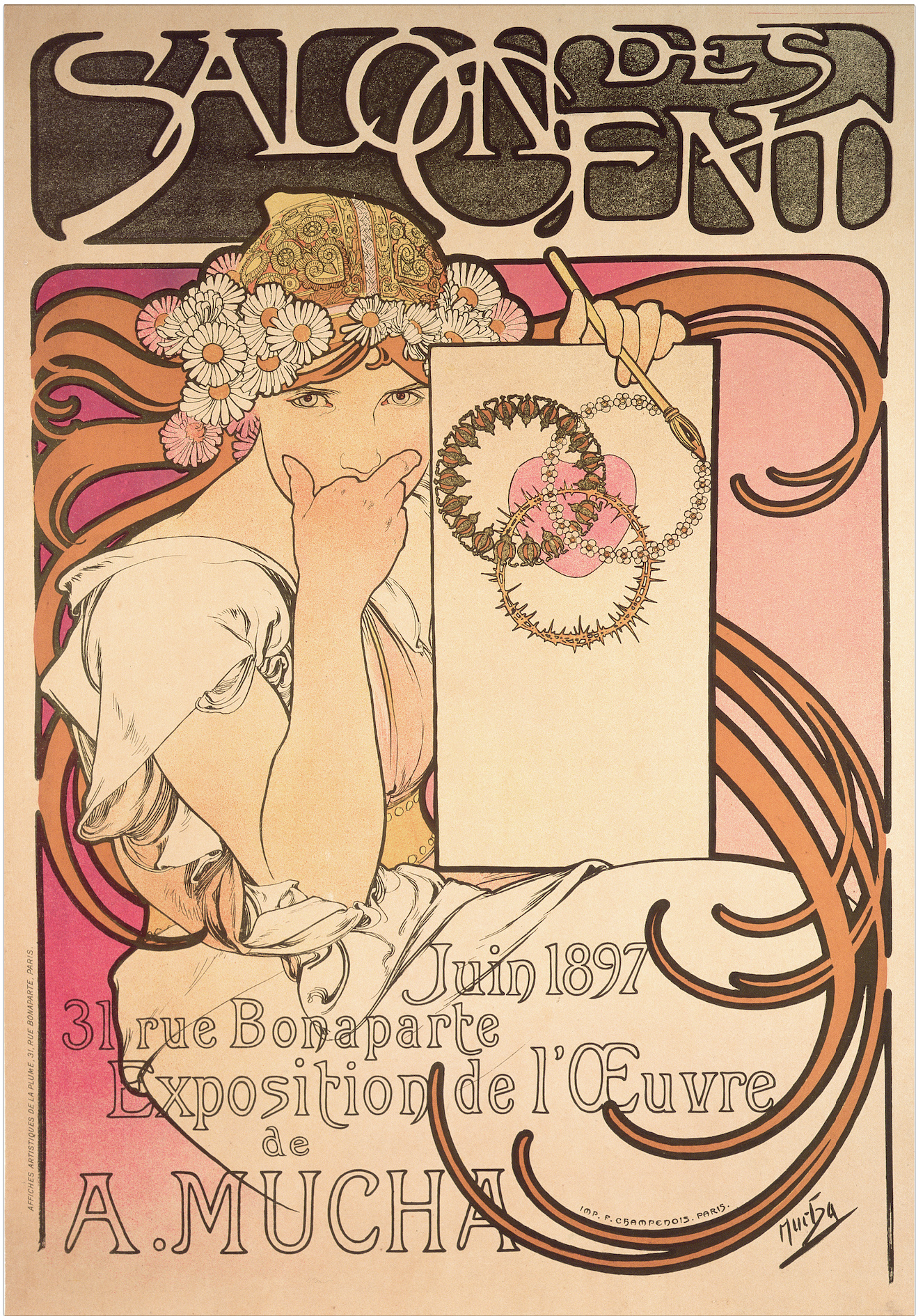
Плакат  першої власної виставки Мухи в «Салоні ста»
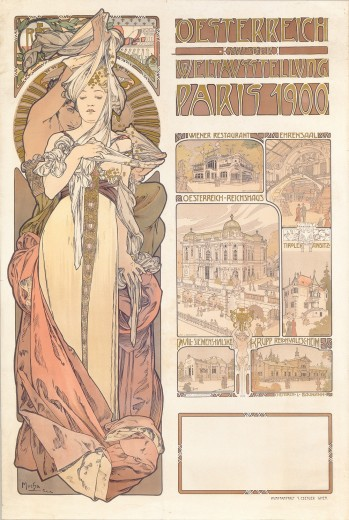
Плакат австрійського павільйону, 1900
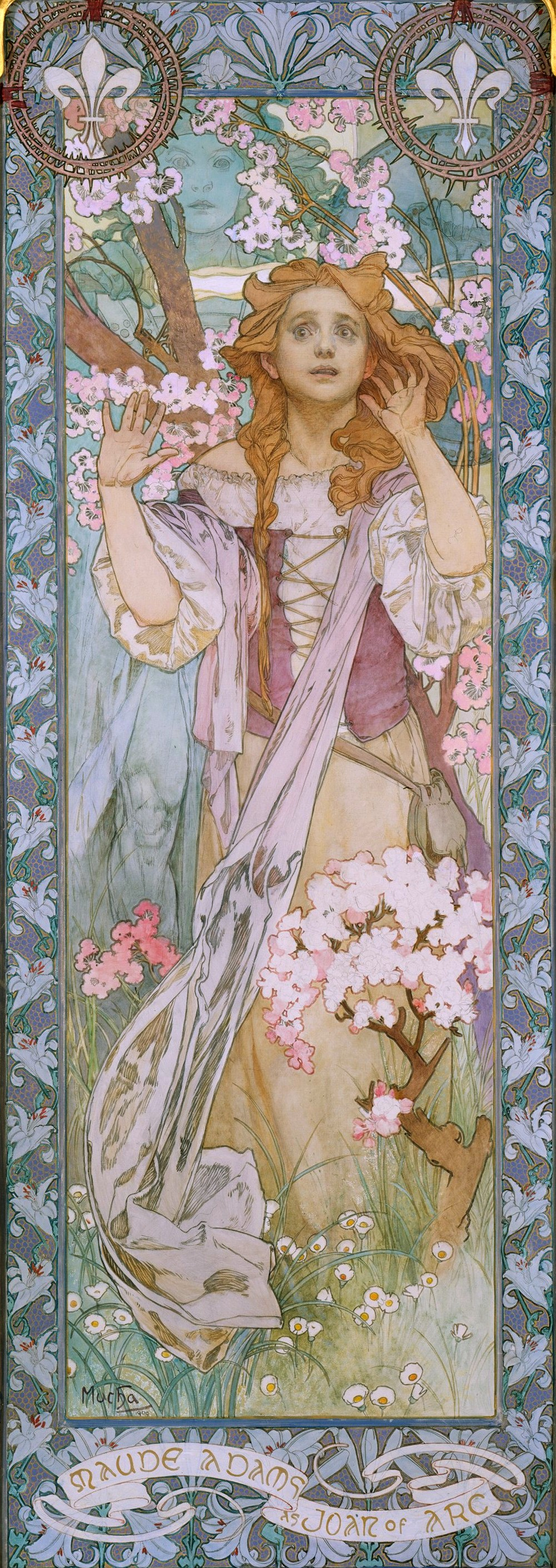
Плакат Мод Адамс у ролі Жанни д'Арк, 1909
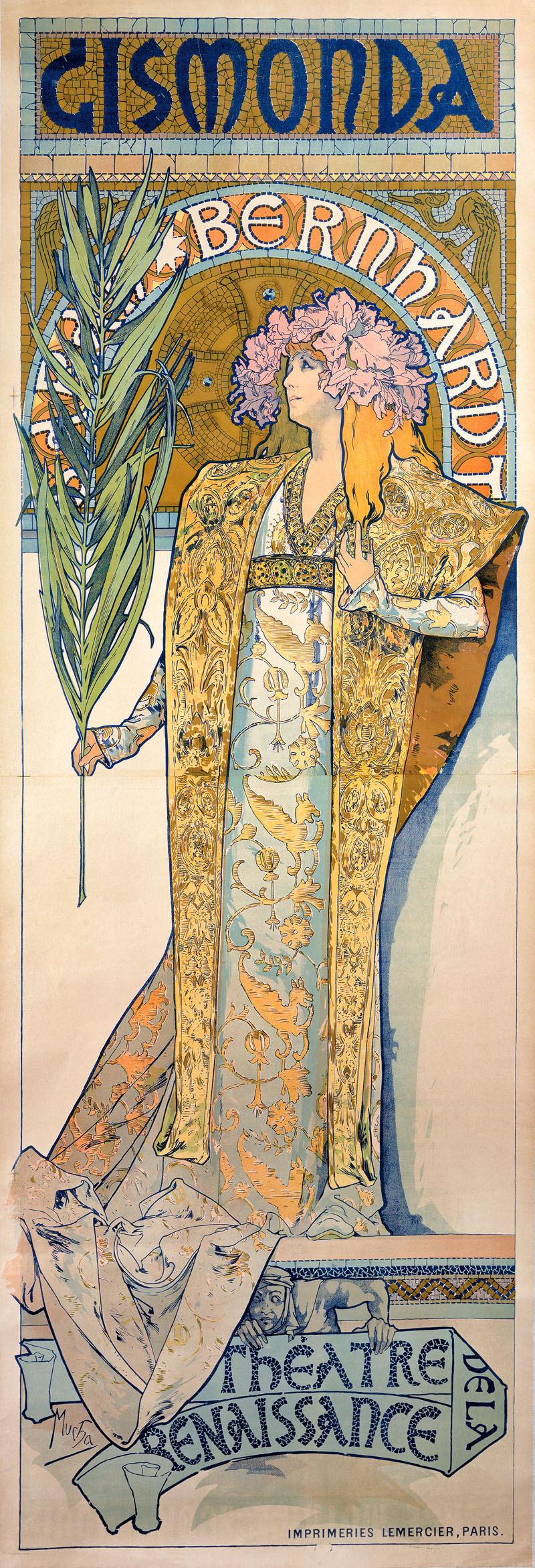
Літографічна афіша з актрисою Сарою Бернар у ролі Жисмонди, 1894—895
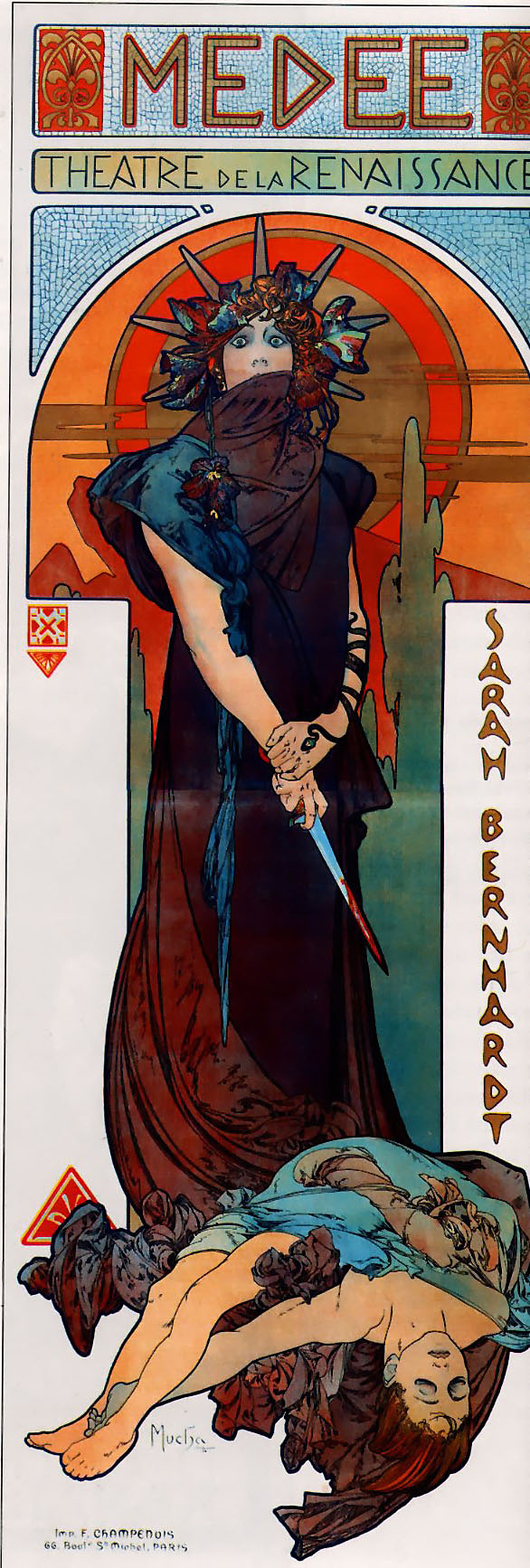
Медея, 1898
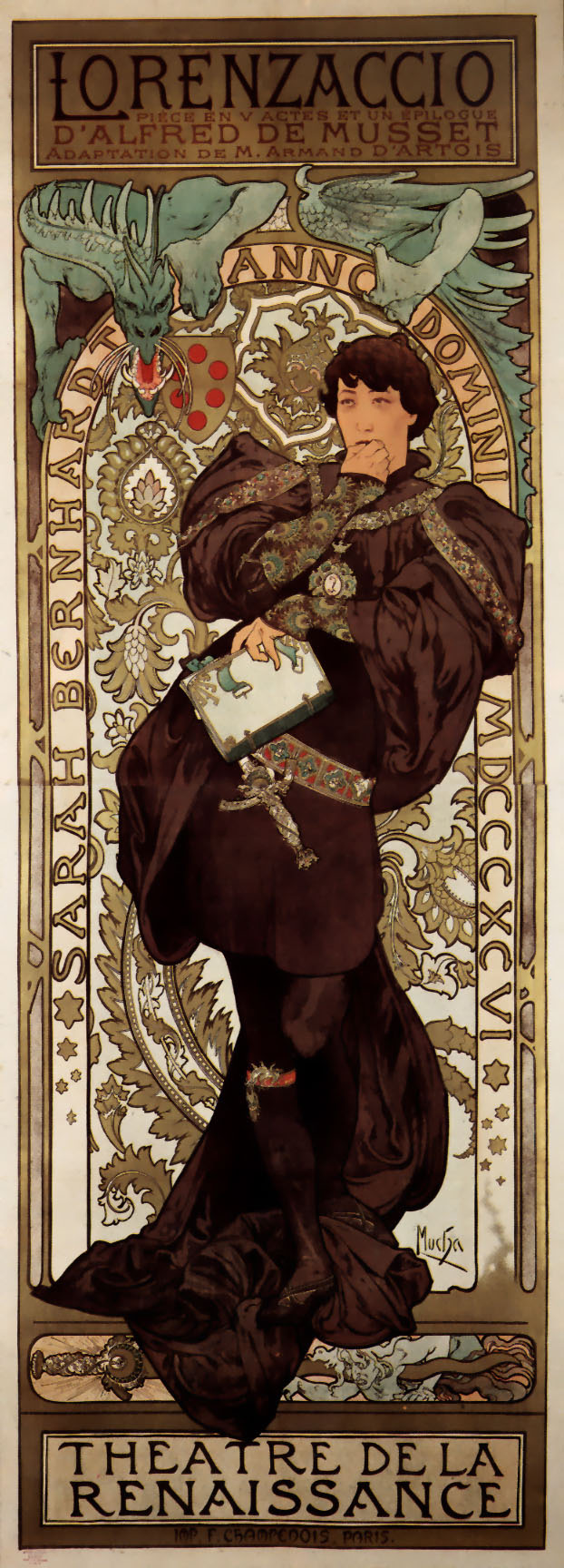
Лоренцаччо, 1896
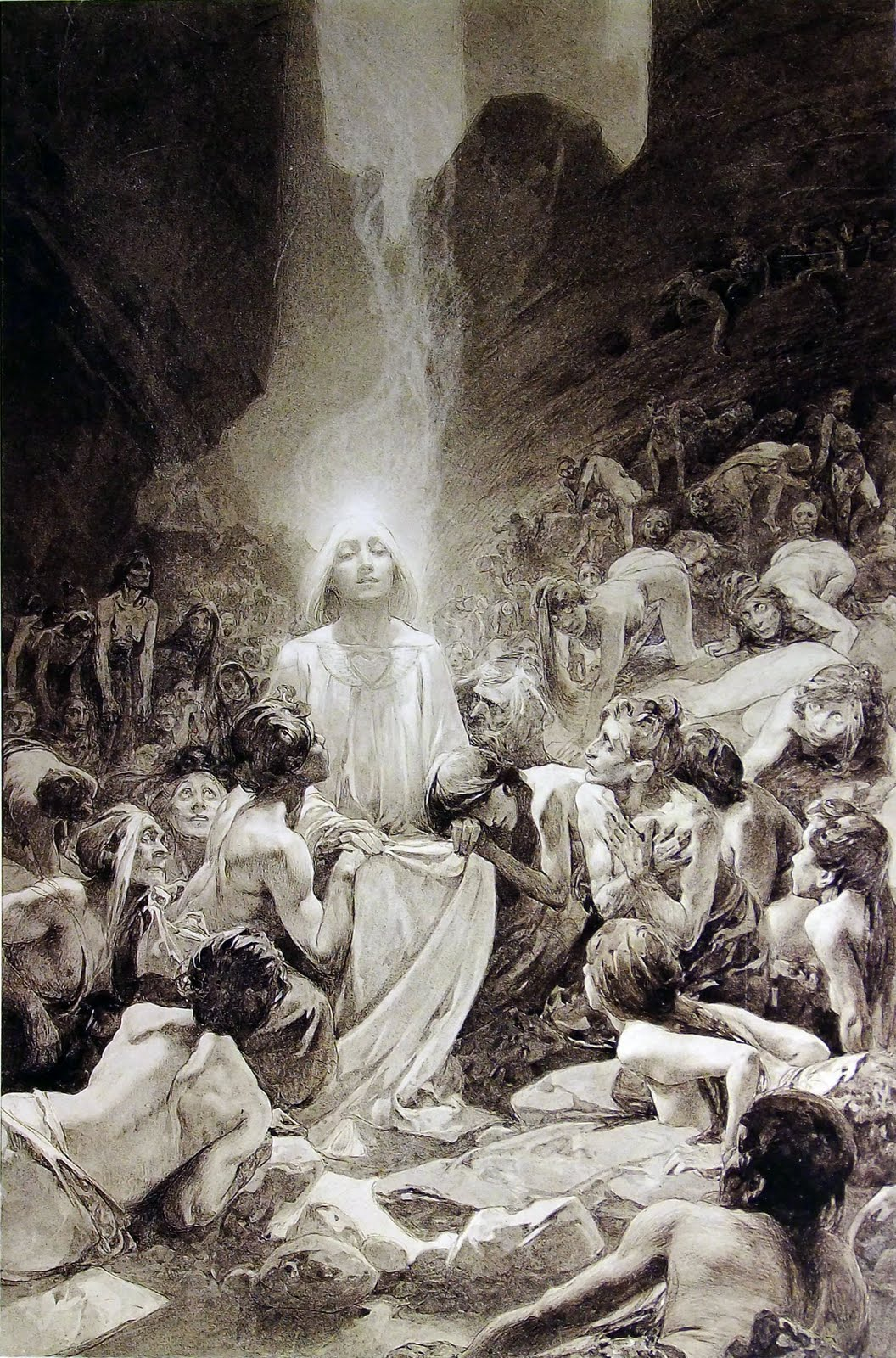
ілюстрація з «Le Pater»
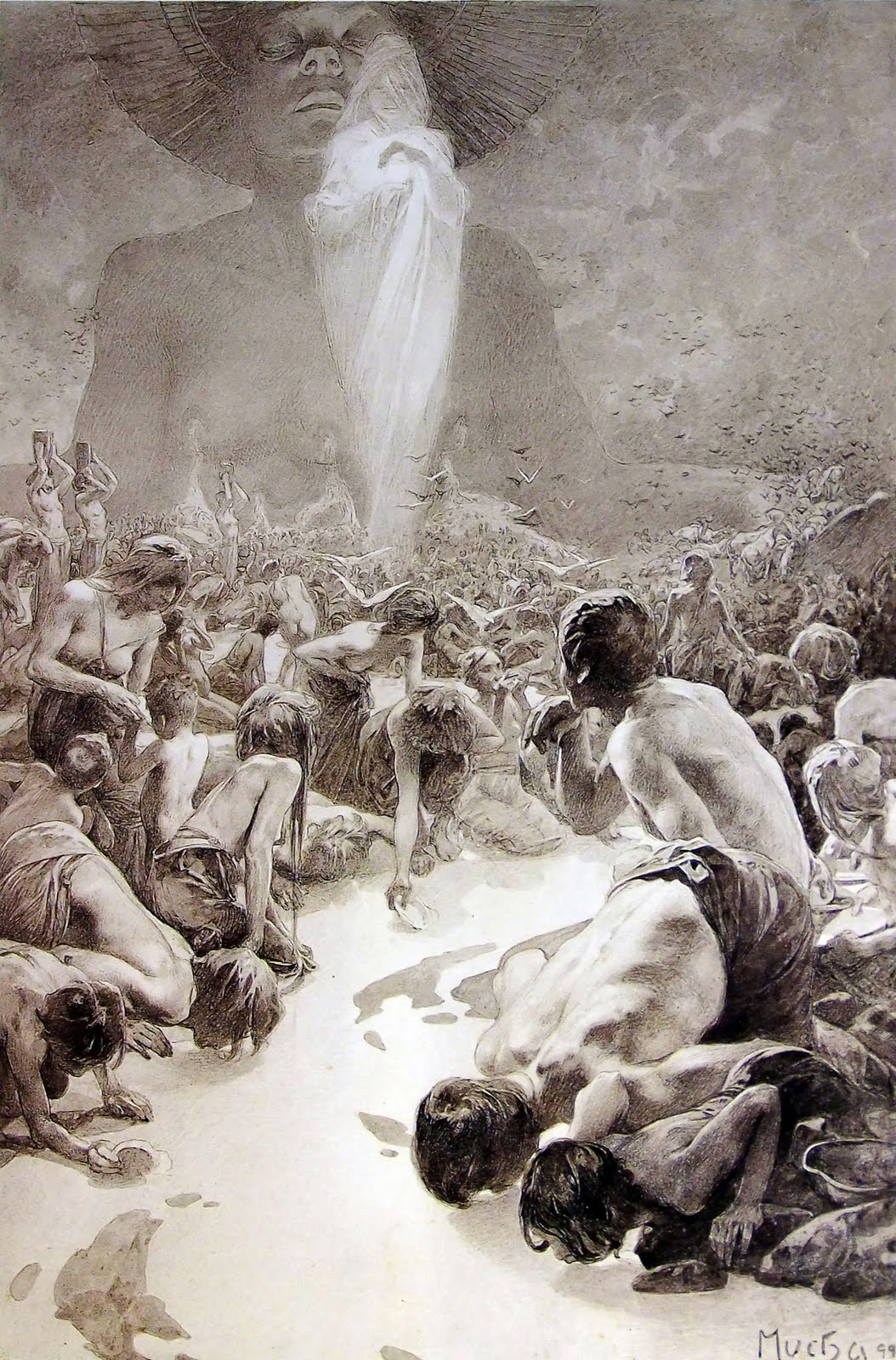
ілюстрація з «Le Pater»
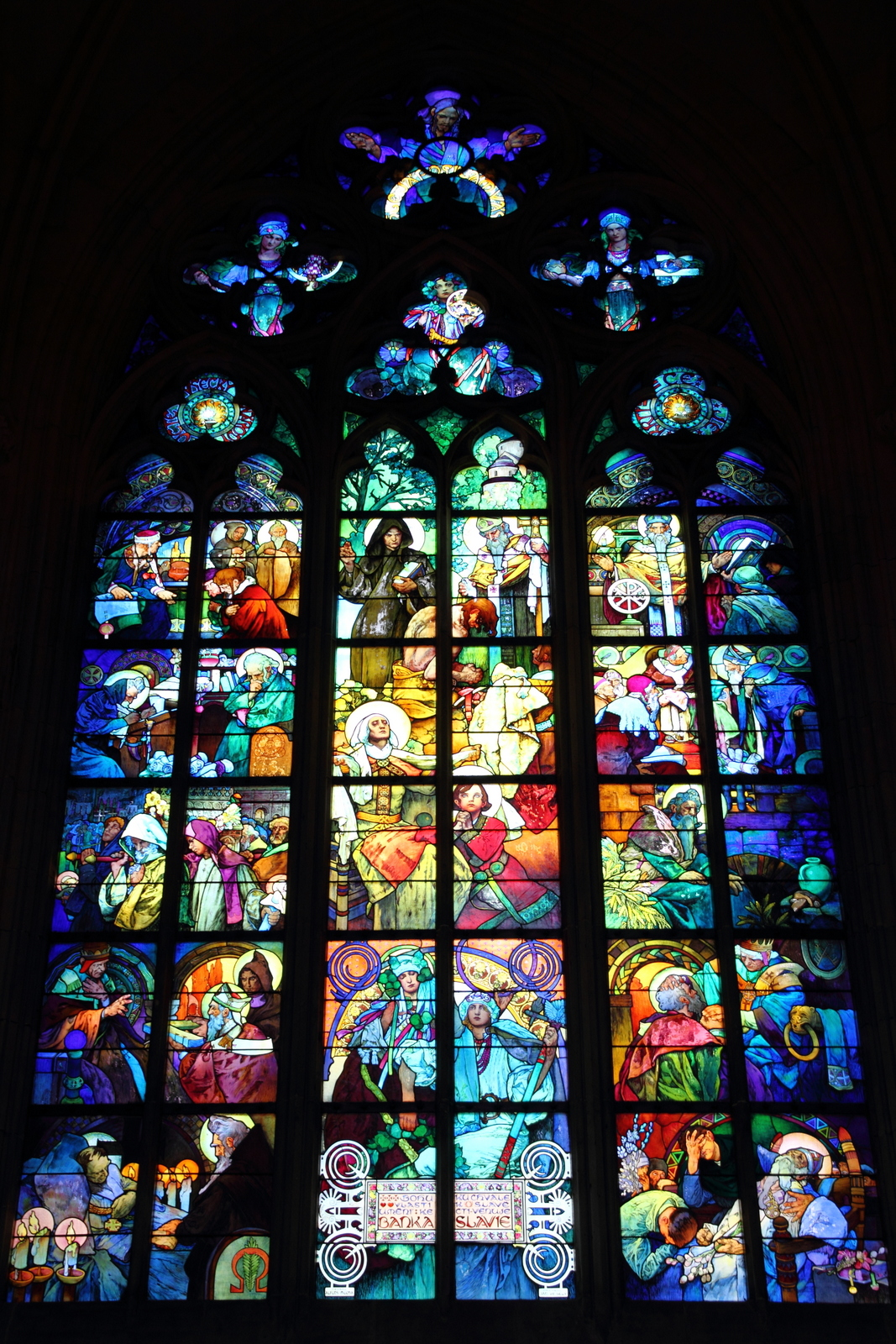
Вітраж роботи Мухи у соборі Святого Віта у Празькому Граді
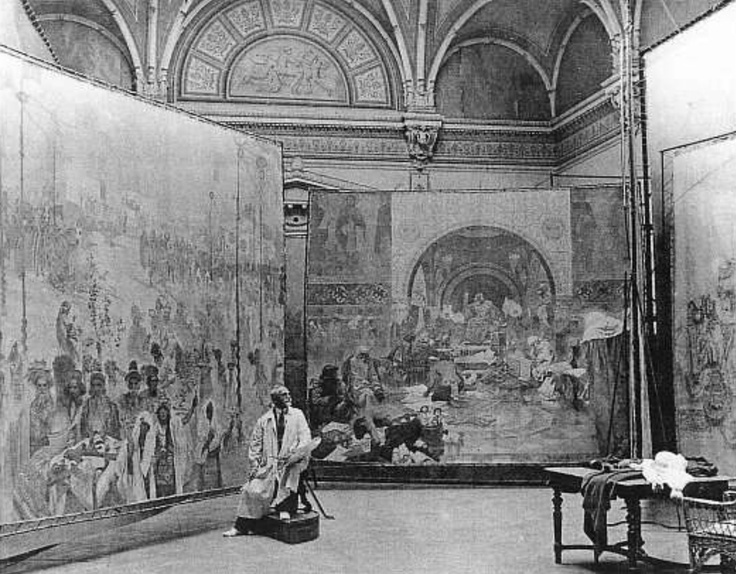
Альфонс Муха працює над «Слов'янською епопеєю», 1920
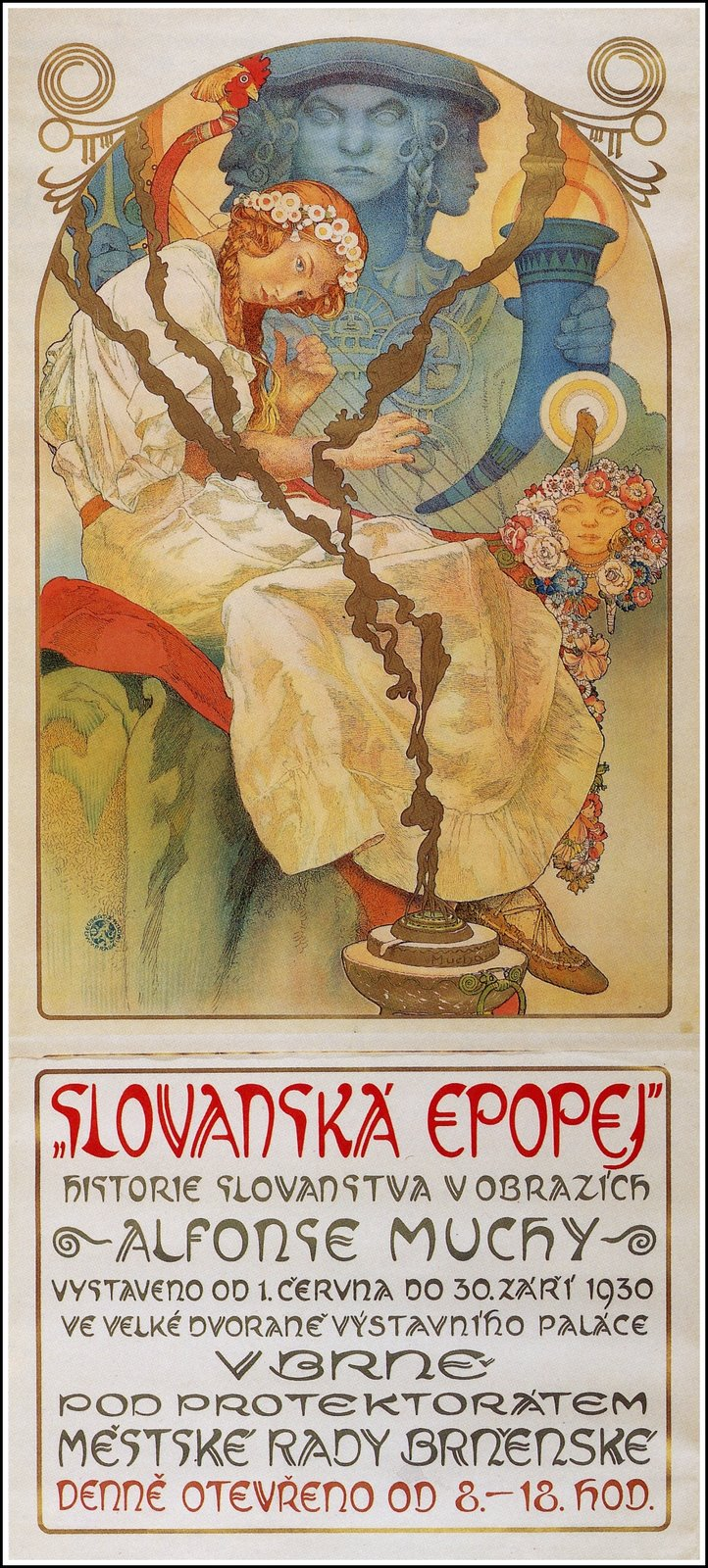
Плакат-запрошення на виставку «Слов'янська епопея» у Брно, 1930
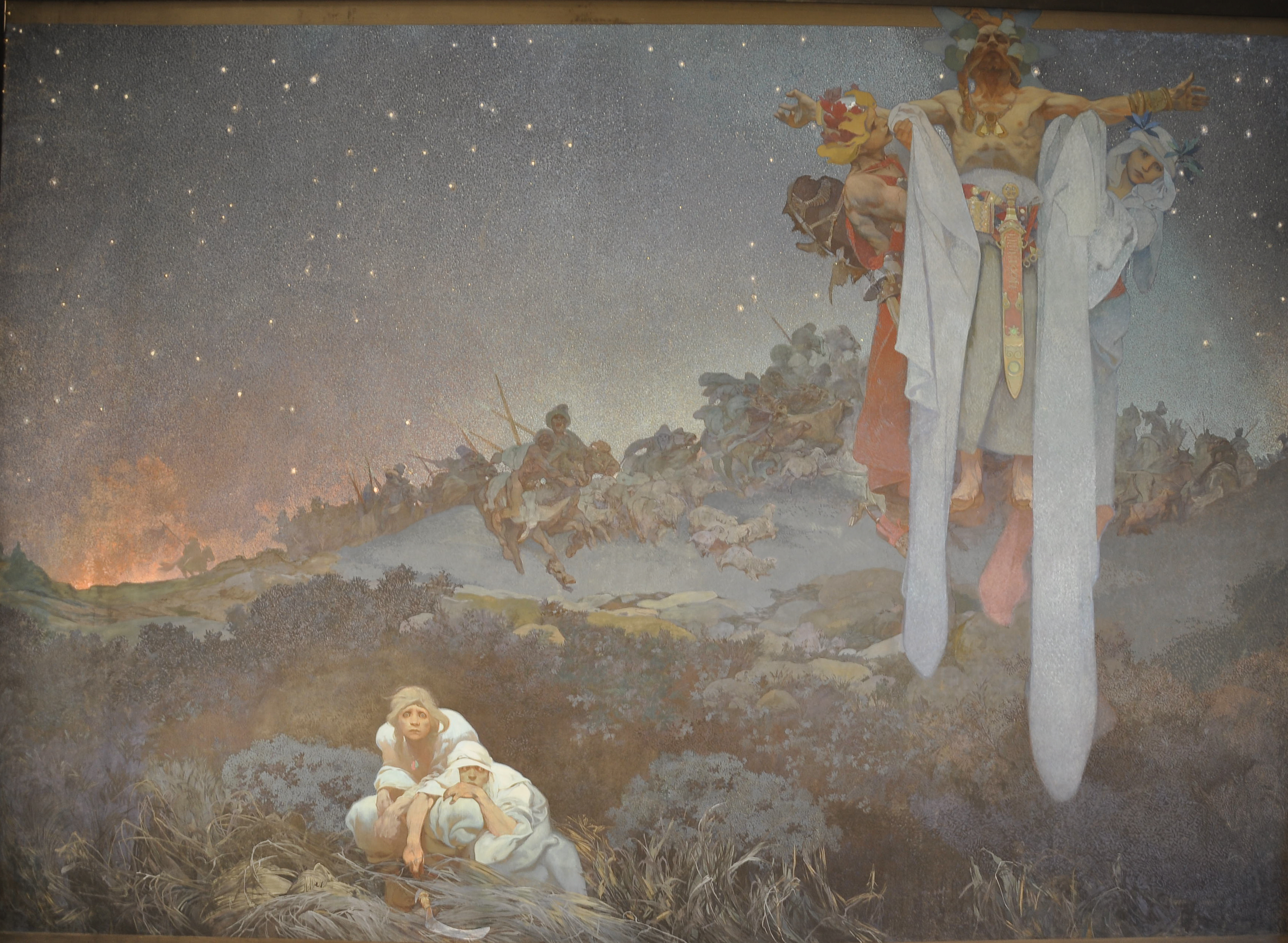
«Слов'яни на споконвічній Батьківщині»
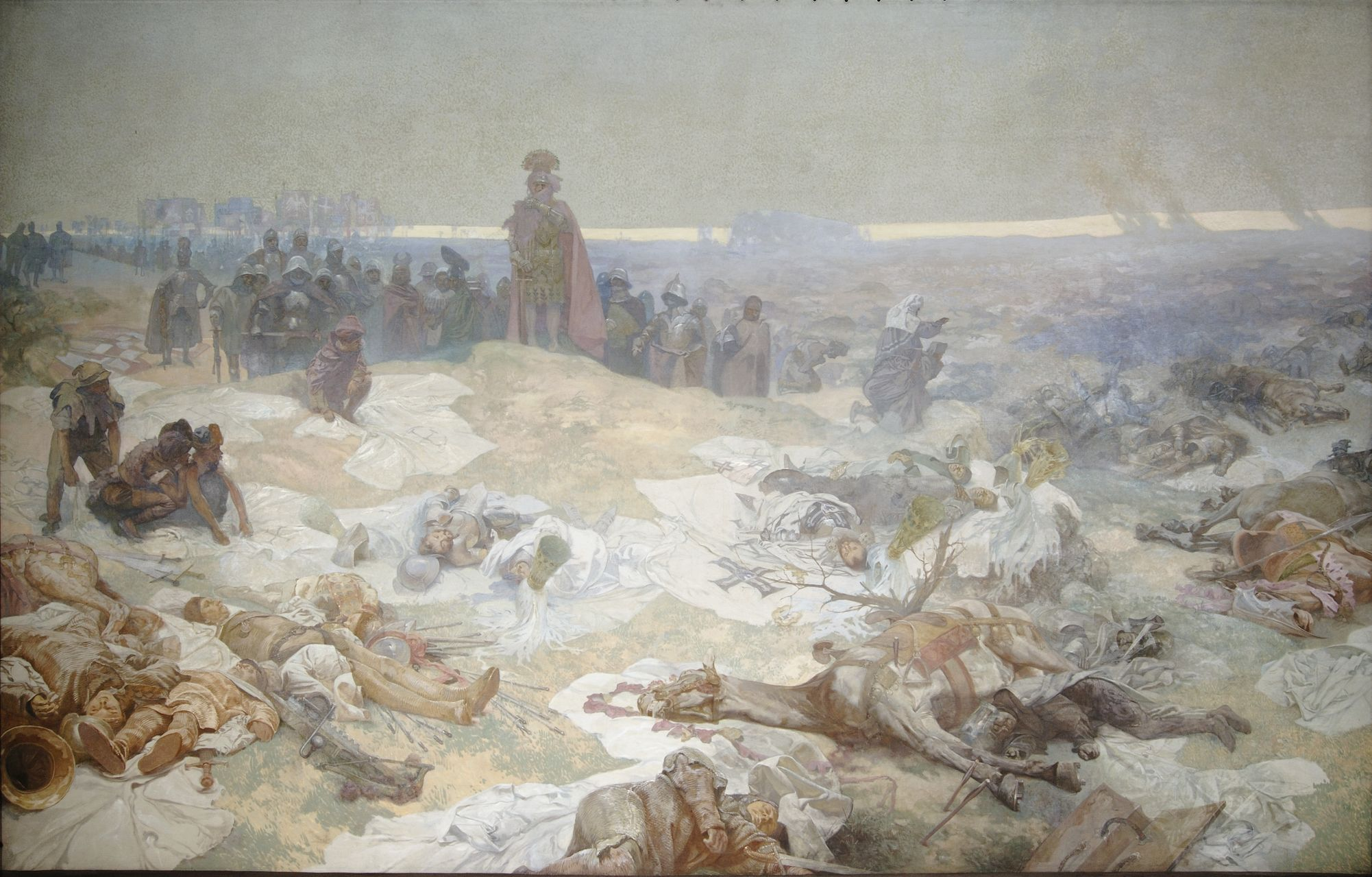
Після Грюнвальдської битви
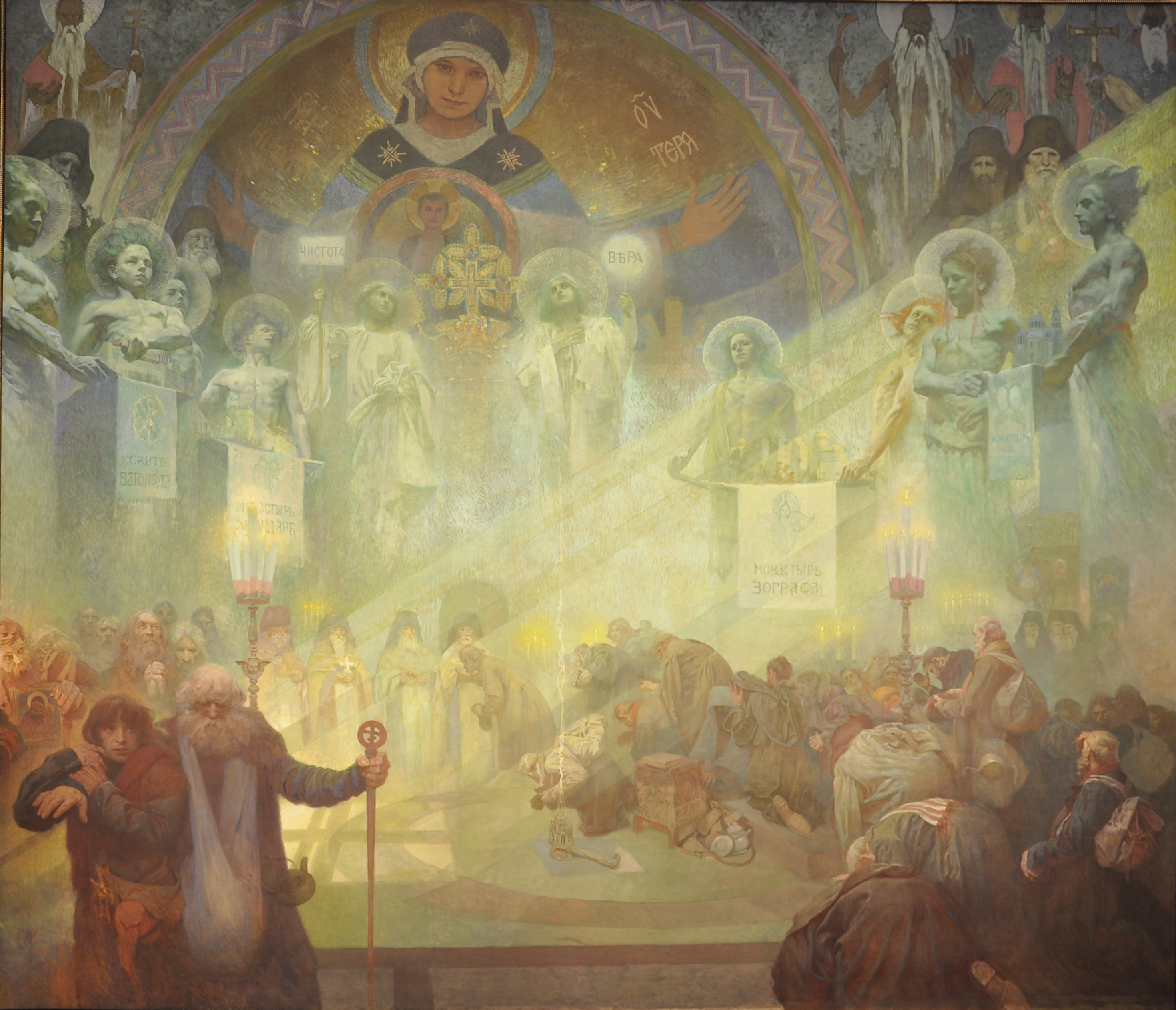
Свята гора Афон
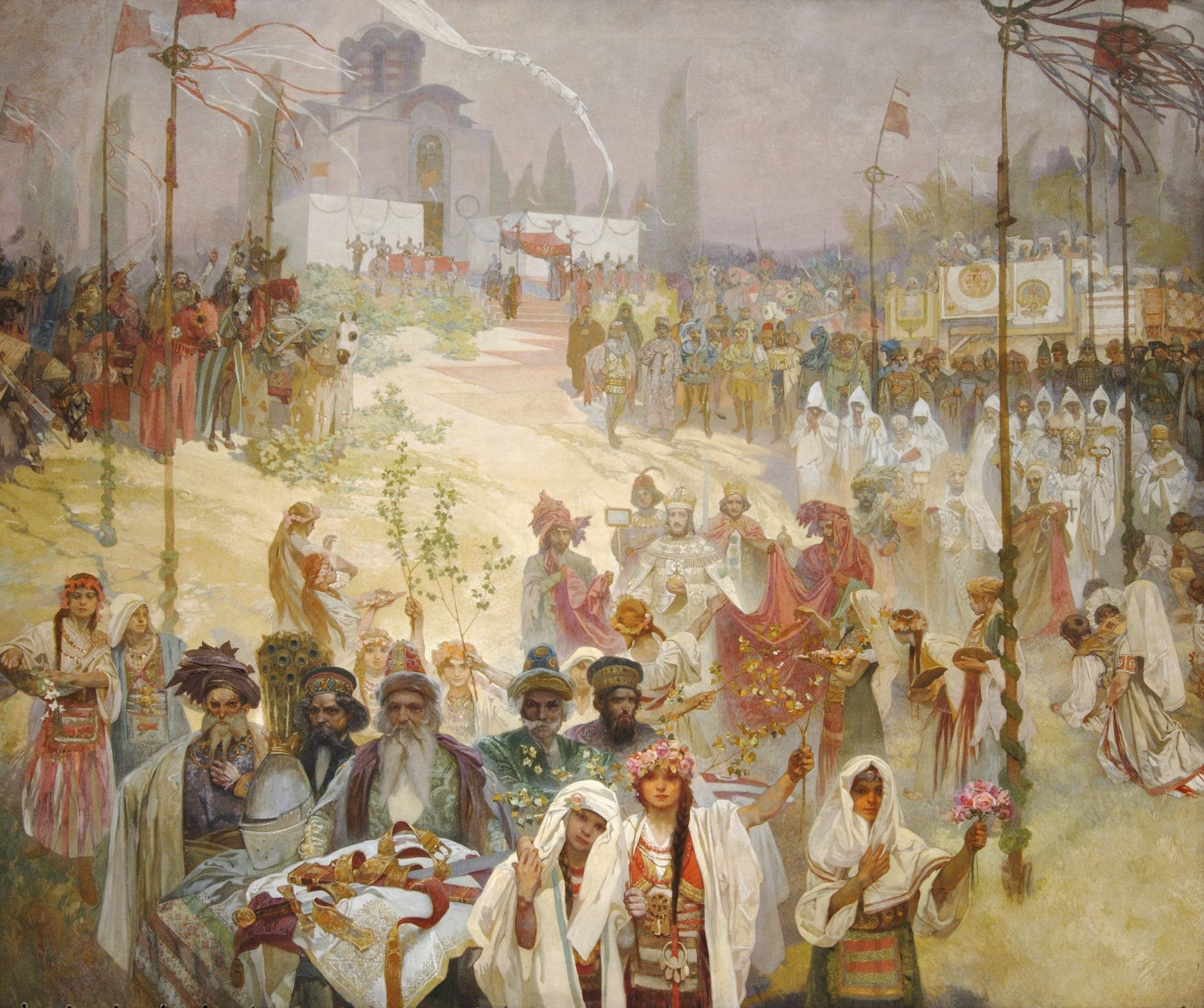
Коронація  Стефана Уроша IV Душана як імператора Східної римської імперії
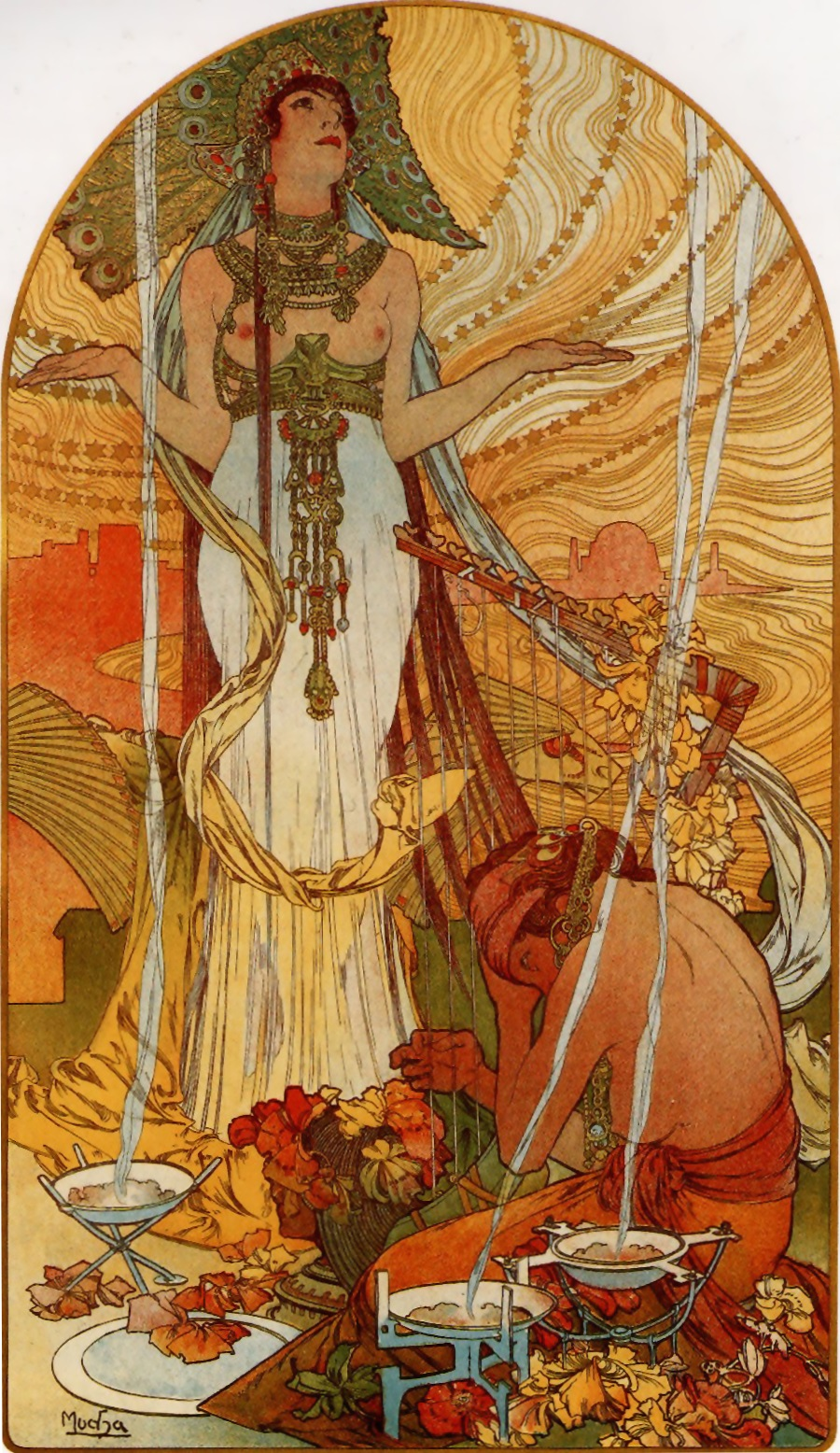
Саламбо
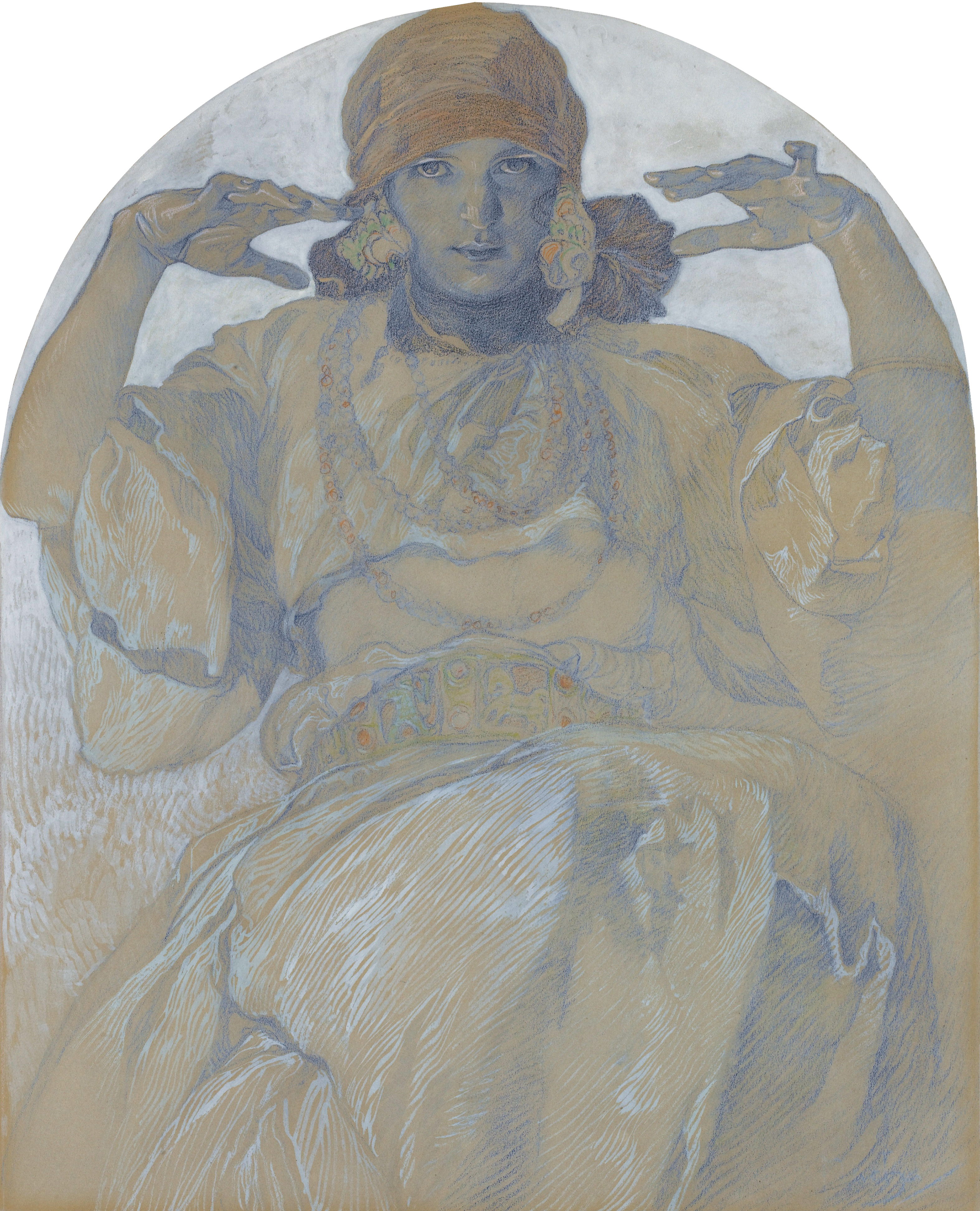
Ярослава, його донька (1924/5)
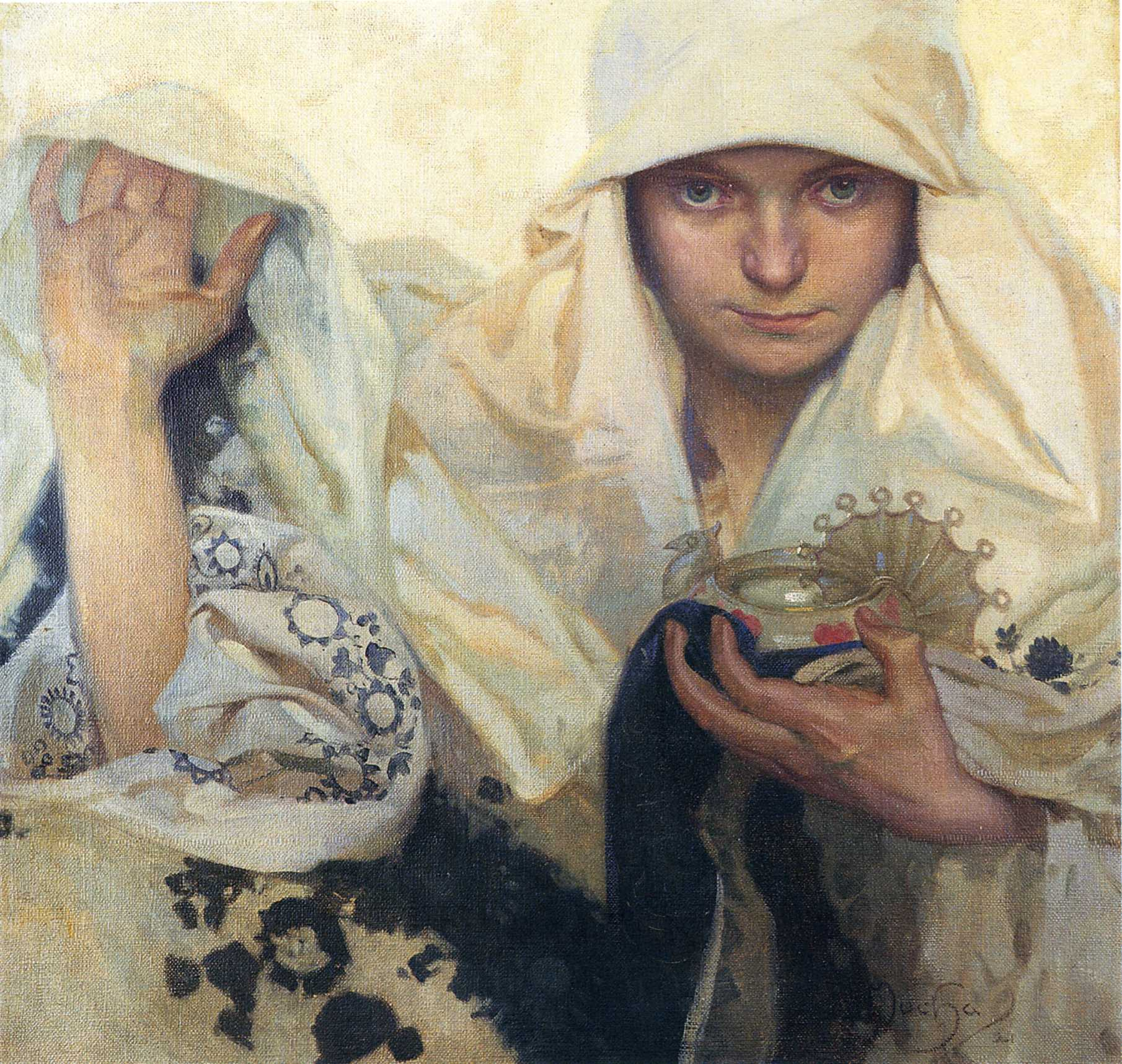
Доля
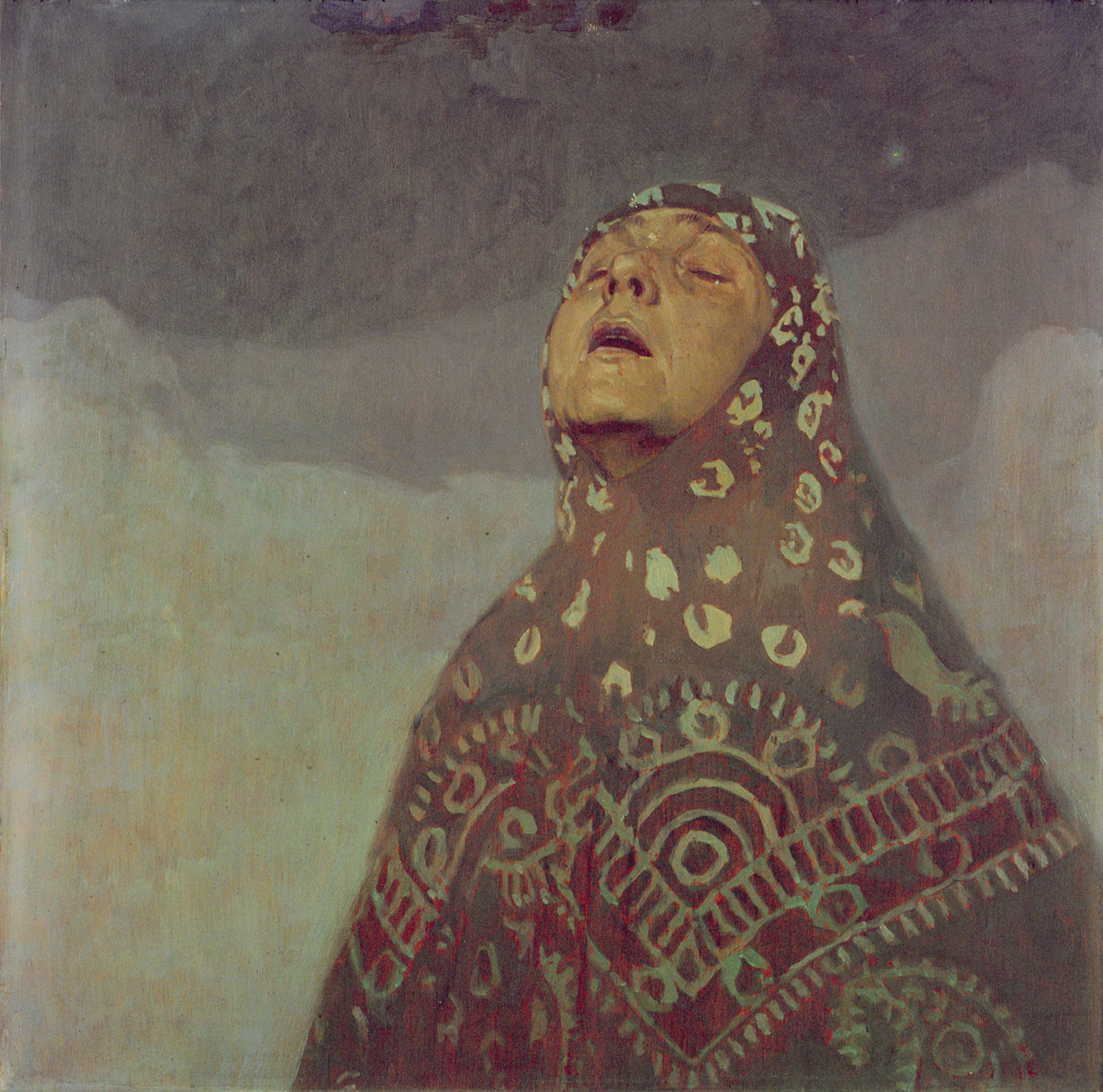
Зимня ніч, 1920.
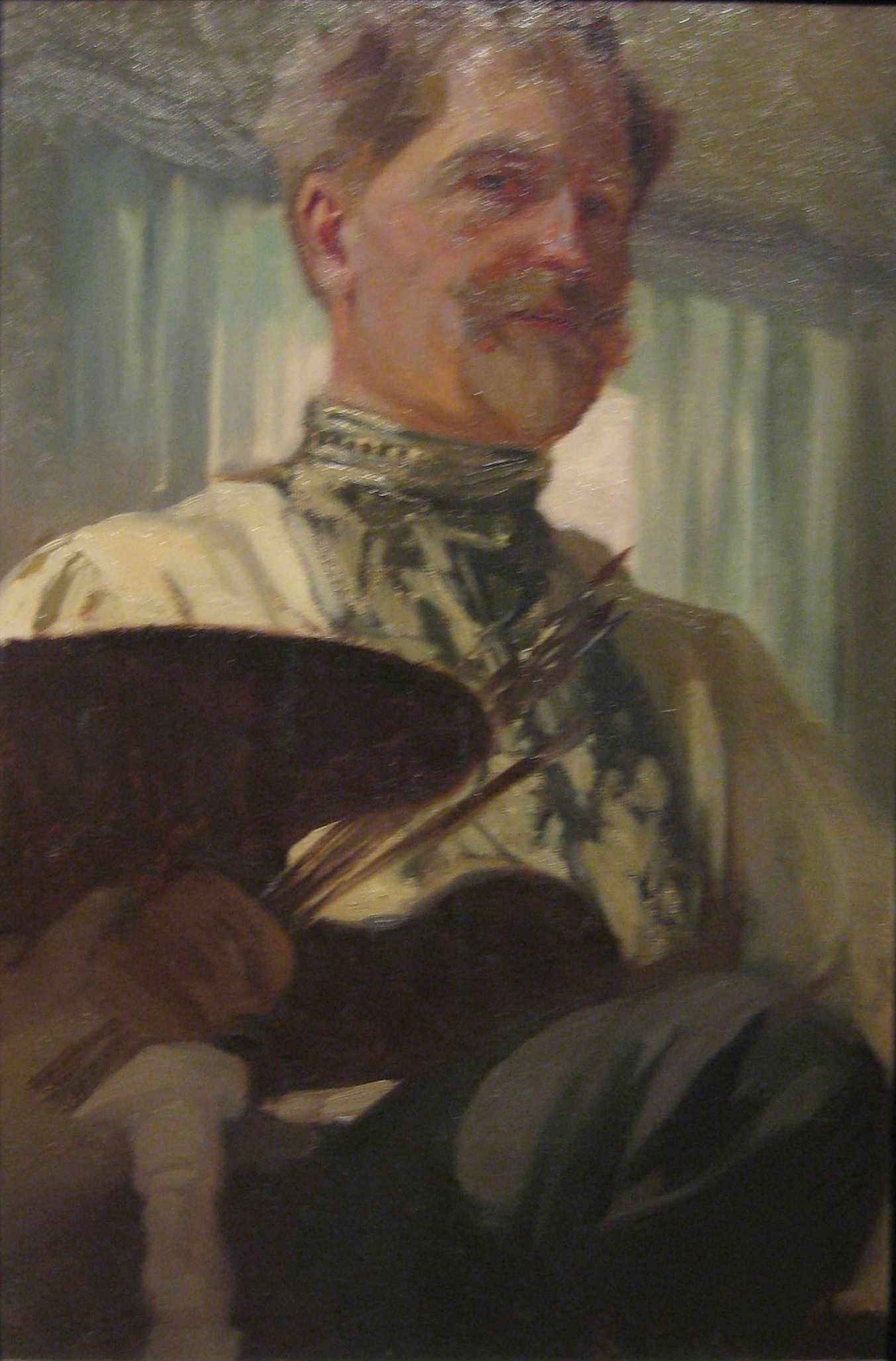
Автопортрет, 1907
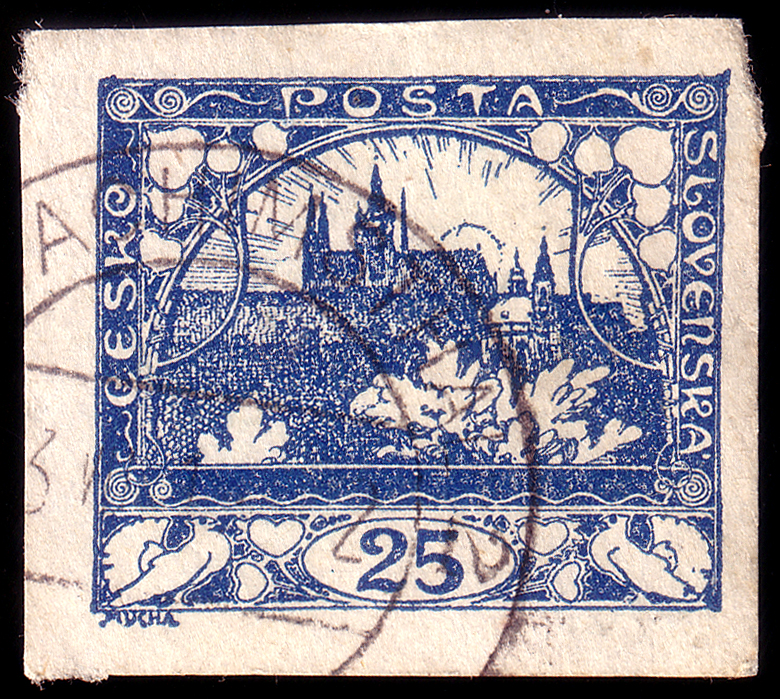
Марка роботи Мухи
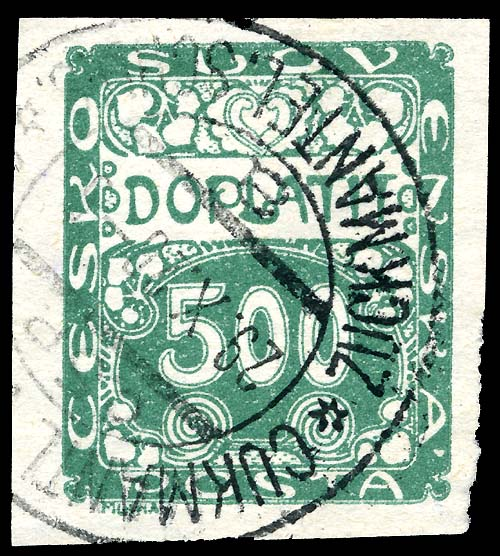
Марка роботи Мухи
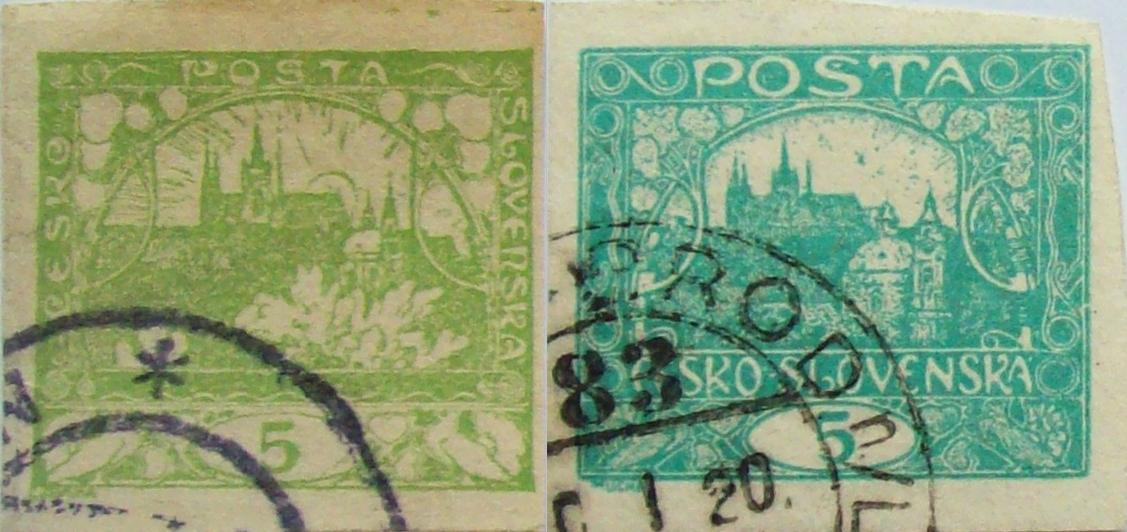
Перші чехословацькі поштові марки роботи Альфонса Мухи
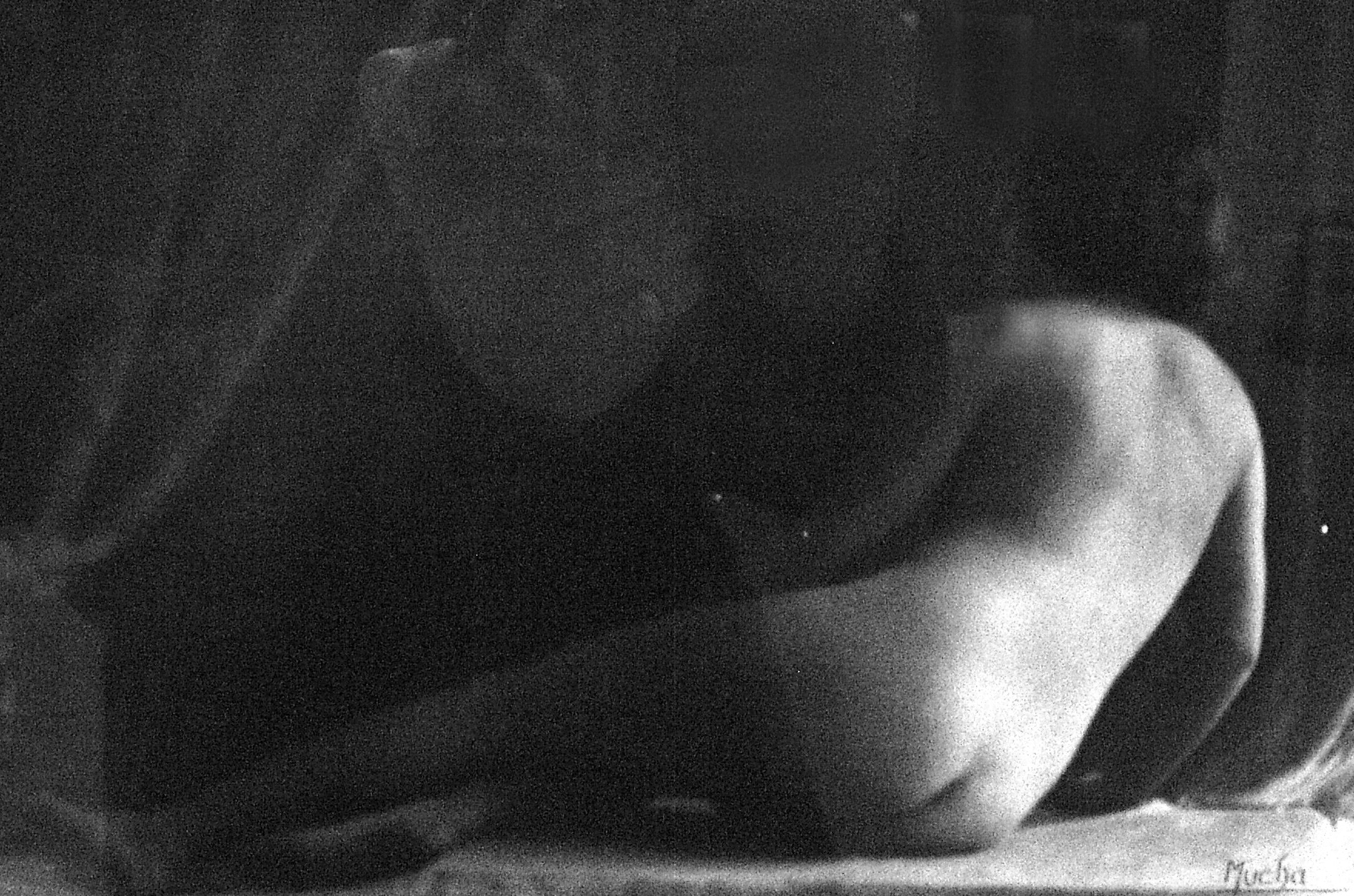
Фотографія зі студії Альфонса Мухи, 1895